# Episodi di Dr. House - Medical Division (sesta stagione)
La sesta stagione della serie televisiva Dr. House - Medical Division, composta da ventidue episodi, è stata trasmessa negli Stati Uniti dal 21 settembre 2009 al 17 maggio 2010 sul canale Fox, ottenendo un'audience media di 12.763.000 telespettatori, risultando così una delle serie più seguite della stagione televisiva statunitense.
In Italia la prima parte della stagione (episodi 1-15) è stata trasmessa su Italia 1 dal 10 gennaio al 6 aprile 2010. La seconda parte (episodi 16-21) è andata in onda dal 6 giugno al 25 luglio 2010 sempre su Italia 1.
Eccezionalmente l'ambientazione del primo episodio della stagione è il fittizio ospedale psichiatrico Mayfield Psychiatric Hospital, nel quale House viene ricoverato al termine dell'ultimo episodio della quinta stagione, Ora ambedue le parti. Il set di questo edificio è un vero ospedale psichiatrico non più in funzione, il Greystone Park Psychiatric Hospital nel New Jersey.
La stagione ha avuto inizio con uno speciale episodio doppio intitolato Piegato (Broken nella versione originale).
| nº | Titolo originale   | Titolo italiano         | Prima TV USA      | Prima TV Italia  |
| -- | ------------------ | ----------------------- | ----------------- | ---------------- |
| 1  | Broken             | Piegato                 | 21 settembre 2009 | 10 gennaio 2010  |
| 2  | Broken             | Piegato                 | 21 settembre 2009 | 10 gennaio 2010  |
| 3  | Epic Fail          | Fallimento epico        | 28 settembre 2009 | 12 gennaio 2010  |
| 4  | The Tyrant         | Il tiranno              | 5 ottobre 2009    | 19 gennaio 2010  |
| 5  | Instant Karma      | Karma istantaneo        | 12 ottobre 2009   | 26 gennaio 2010  |
| 6  | Brave Heart        | Cuore impavido          | 19 ottobre 2009   | 2 febbraio 2010  |
| 7  | Known Unknowns     | Conosciuti sconosciuti  | 9 novembre 2009   | 9 febbraio 2010  |
| 8  | Teamwork           | Lavoro di squadra       | 16 novembre 2009  | 16 febbraio 2010 |
| 9  | Ignorance Is Bliss | Beata ignoranza         | 23 novembre 2009  | 23 febbraio 2010 |
| 10 | Wilson             | Wilson                  | 30 novembre 2009  | 2 marzo 2010     |
| 11 | The Down Low       | La strana coppia        | 11 gennaio 2010   | 9 marzo 2010     |
| 12 | Remorse            | Rimorso                 | 25 gennaio 2010   | 16 marzo 2010    |
| 13 | Moving the Chains  | Verso la meta           | 1º febbraio 2010  | 23 marzo 2010    |
| 14 | 5 to 9             | Dalle 5 alle 9          | 8 febbraio 2010   | 30 marzo 2010    |
| 15 | Private Lives      | Vite private            | 8 marzo 2010      | 6 aprile 2010    |
| 16 | Black Hole         | Buco nero               | 15 marzo 2010     | 6 giugno 2010    |
| 17 | Lockdown           | Isolamento              | 12 aprile 2010    | 13 giugno 2010   |
| 18 | Knight Fall        | La caduta del cavaliere | 19 aprile 2010    | 20 giugno 2010   |
| 19 | Open and Shut      | Aperto e chiuso         | 26 aprile 2010    | 27 giugno 2010   |
| 20 | The Choice         | La scelta               | 3 maggio 2010     | 4 luglio 2010    |
| 21 | Baggage            | Bagagli                 | 10 maggio 2010    | 18 luglio 2010   |
| 22 | Help Me            | Aiutami                 | 17 maggio 2010    | 25 luglio 2010   |

## Campagna promozionale: Snakes on a Cane

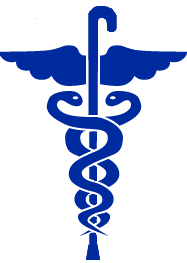
Rappresentazione grafica del simbolo Snakes on a cane

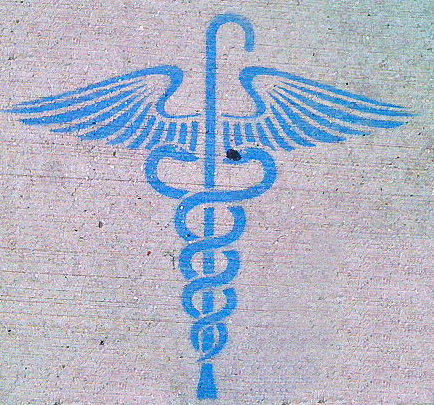
Il simbolo promozionale disegnato su un marciapiede di Chicago

Questa speciale prima di stagione – e più in generale questa nuova stagione – è stata preceduta da un'imponente campagna promozionale e mediatica di tipo guerriglia-virale. A partire dai primi giorni dell'agosto del 2009 sono stati trasmessi come bumper pubblicitari dall'emittente televisiva statunitense Fox dei brevi spot di 5 secondi in cui veniva mostrata una rielaborazione del caduceo, simbolo della medicina, col bastone appuntito sostituito da un normale bastone da passeggio dal manico ricurvo. Nei misteriosi bumper non veniva fatto alcun riferimento alla serie televisiva, tuttavia era segnalato un sito web: SnakesOnACane.com, chiaro riferimento al film statunitense Snakes on a Plane. Inizialmente si trattava di un sito web privo di alcun indizio da ricollegarsi alla serie, solo in seguito venne aggiunto un conto alla rovescia che puntava al 21 settembre. Vennero formulate numerose ipotesi dagli spettatori online, da un piano di assistenza sanitaria del presidente a una campagna per un nuovo film. In seguito, a partire da metà agosto, sia i bumper sia lo sfondo del sito mostravano il torace di uomo (Hugh Laurie) vestito da una T-shirt con il simbolo sopradescritto, rendendo assai più chiara la soluzione dell'enigma. Infine, il 25 agosto 2009, bumper e sito web mostrarono il mezzo busto di Hugh Laurie indossante una medesima T-shirt, rivelando definitivamente la connessione con la serie televisiva medica. Giorni dopo è stato aggiunto nel sito un video dietro le quinte della sesta stagione. Il 4 settembre viene messo come sfondo del sito il primo poster ufficiale della stagione, definito "irriverente" da Katie Jacobs, e sempre relativo al simbolo del caduceo: House, dotato di un paio d'ali e avvolto da due serpenti, simula un perfetto caduceo vivente. Michael Ausiello ha inoltre rivelato che la fotografia è stata realizzata con due veri pitoni che sono stati avvolti attorno all'attore. Contemporaneamente, nel sito web, il video dietro le quinte è stato sostituito da un video che ripercorre la storia del caduceo, dal Bastone di Asclepio degli antichi greci al simbolo della serie disegnato per le strade delle principali città statunitensi. Pochi giorni dopo il video è stato ancora una volta sostituito da un altro di più lunga durata intitolato Snakes in the House che mostra il dietro le quinte della realizzazione del poster sopra descritto, in particolare il momento in cui Laurie si fa avvolgere dai pitoni.
Come rivelato dal direttore del marketing Joe Earley, l'intera campagna pubblicitaria è nata da un'idea dell'attore Hugh Laurie: «Mesi fa ho ricevuto una chiamata da Katie Jacobs, e lei mi disse che Hugh se ne era venuto fuori con questa idea». Laurie stesso, dopo aver rimuginato ad alcune immagini, ha creato l'originale simbolo del caduceo intitolato Snakes on a Cane, che dà il nome alla stessa campagna promozionale (talvolta abbreviata con l'acronimo SOC). Earley afferma riguardo alla rielaborazione del caduceo: «Quest'unica modifica ha istantaneamente connesso l'immagine alla serie. Essa è stata veramente straordinaria». Earley e il suo team furono così esaltati dalla figura, che incominciarono a pensare a un modo per trasformarlo in una promozione per la serie. In tal modo era nata la campagna virale Snakes on a Cane, che ebbe inizio nella tarda primavera.
Su questo fenomeno promozionale nato in attesa della sesta stagione, sempre Earley commenta: «Le campagne rompicapo sono utilizzate solitamente per la prima stagione di una serie. Raramente si farebbe qualcosa del genere per una serie già consolidata». La campagna è stata finalizzata a consolidare il già grande successo ottenuto dalla serie televisiva, anche di fronte a tre nuove serie televisive mediche concorrenti che hanno avuto inizio nel 2009: Mercy, Miami Medical, Three Rivers. «Siamo stati davvero in grado di colpire una vasta gamma di persone», ha dichiarato Earley. «Dr. House non ha bisogno di una campagna rompicapo, ma dato il modo brillante con cui è stata fatta, essa ha incuriosito la gente in una nuova maniera».
La campagna promozionale ha avuto inoltre una fase più pratica e massiccia: a partire da maggio, la Fox assunse squadre che distribuivano i tatuaggi adesivi con il simbolo SOC e disegnavano quest'ultimo coi gessi nelle mura delle grandi città come Los Angeles, New York e Chicago. L'emittente coinvolse anche la casa produttrice Universal Media Studios nel suo piano: la NBC incominciò a distribuire i tatuaggi per i clienti che effettuavano acquisti nei loro negozi a New York o in rete. Nei giorni precedenti alla messa in onda di Piegato, l'emittente televisiva ha fatto circolare per le strade di Los Angeles e New York un'ambulanza d'epoca con raffigurato il simbolo del caduceo modificato, distribuendo i tatuaggi adesivi con raffigurato il simbolo stesso e annunciando l'inizio della stagione e l'avvento dell'episodio speciale.
Prima dell'effettiva messa in onda di Piegato negli Stati Uniti, è stata diffusa una grande quantità di video promozionali in attesa di questo episodio speciale:
- 5 bumper promozionali di cinque secondi relativi al logo SOC trasmessi sul canale Fox
- 25 video promozionali di diversa durata, dai 10 ai 45 secondi, trasmessi sul canale Fox, di cui:
  - 4 video promozionali relativi alla sesta stagione in generale ed in coppia con quelli della serie Lie to Me
- 1 video dietro le quinte relativo al design del nuovo set della sesta stagione, pubblicato sul sito SnakesOnACane.com
- 1 video relativo riguardante il caduceo e la sua evoluzione in SOC, pubblicato sul sito SnakesOnACane.com
- 1 video dietro le quinte relativo alla realizzazione del primo poster promozionale, pubblicato sul sito SnakesOnACane.com
- 1 video dietro le quinte relativo al servizio fotografico del cast per la sesta stagione, trasmesso sul sito web di Fox
- 7 sneak peek dell'episodio speciale, trasmesso sul web da E! o Fox
- 7 interviste al cast della sesta stagione, trasmesse via web da Access Hollywood, Entertainment Weekly e E!

## Piegato
- Titolo originale: Broken
- Diretto da: Katie Jacobs
- Scritto da: Russel Friend, Garrett Lerner, David Foster, David Shore

### Trama

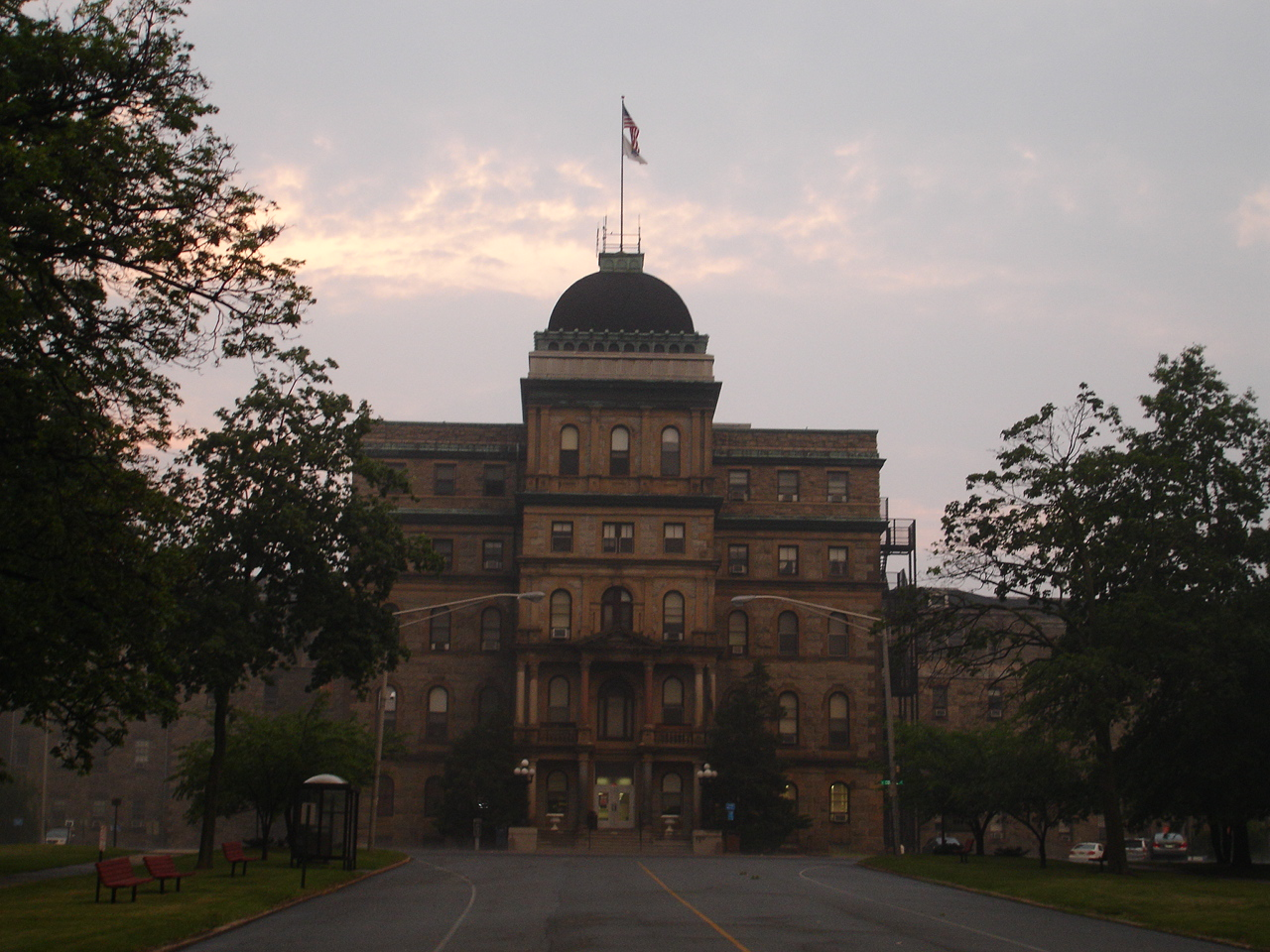
Facciata del Mayfield Psychiatric Hospital

House in una camera d'isolamento all'interno del Mayfield Psychiatric Hospital

Il doppio episodio si apre con Gregory House in piena crisi di astinenza sulle note di No Surprises dei Radiohead. La disintossicazione, però, come House realizza ben presto, è solo il primo passo di quella che si preannuncia come una lunga cura. Naturalmente la prima reazione è di rigetto e, nonostante il dottor Nolan si riveli essere un osso duro, gran parte della prima metà dell'episodio si gioca su House e i suoi continui tentativi di esasperare e mettere in difficoltà i dipendenti dell'ospedale, con l'obiettivo di avere dal primario la lettera di raccomandazioni che gli permetterà di tornare ad esercitare la professione. La sua piccola guerra privata col settore medico-psichiatrico, però, non gli impedirà di allacciare rapporti umani col suo compagno di stanza Alvie, un nevrotico rapper freestyler ispanico, che rifiuta i farmaci per la sua psicosi maniaco-depressiva, e con Capitan Libertà, un mitomane di nome Steve convintosi di essere un supereroe come conseguenza dell'aver assistito, impotente, all'omicidio della moglie. House prende in simpatia soprattutto quest'ultimo, deciso a dimostrare agli interni che il loro modus operandi è sbagliato. L'occasione si presenta quando il diagnosta fa amicizia con Lidia, una donna tedesca, cognata di una paziente catatonica, ossia proprio di colei che Capitan Libertà è convinto di poter salvare recuperando una fantomatica "scatola della voce" che le sarebbe stata sottratta. House le "ruba" - con il suo tacito consenso - l'auto per portare il suo protetto al luna-park e fargli provare l'ebbrezza del volo: la gita si concluderà con il "volo" del ragazzo - ormai pienamente convinto dei propri superpoteri - da un parcheggio rialzato, con cui sfiora per poco la morte. La frustrazione provata da House per l'avvenimento gli dà la forza d'intraprendere la terapia, aiutato dal flirt che sta portando avanti con la sua amica teutonica.
Intanto, il diagnosta incomincia a partecipare ad alcune sedute con Nolan, con il quale stringe un rapporto amichevole, tanto che questi chiede ad House di fargli compagnia nel momento in cui muore suo padre. House riesce a farsi carico dei propri fallimenti e a scusarsi con il ragazzo, ormai catatonico - oltre che plurifratturato.
Proprio in quest'istante arriva il colpo di scena, perché House, consegnato al ragazzo il carillon che intendeva recuperare per la ragazza catatonica, nota che questi riesce di nuovo a muoversi, e che porge il carillon alla ragazza, la quale si desta dal suo torpore e, dopo diversi anni, recupera anche la voce per ringraziarlo: entrambi escono dallo stato catatonico.
Quest'avvenimento conduce la ragazza a uscire prestissimo dalla clinica, e House a far fronte alla fine della relazione che l'aveva coinvolto: riesce addirittura a farsi dare un permesso e andare a casa di Lidia, solo per scoprire che la donna, pur ricambiando i suoi sentimenti, non lascerà mai la propria famiglia. E così il medico si ritrova di nuovo solo, a meditare sulla propria infelicità davanti all'auto del dottor Nolan: eppure, proprio quando si sente più infelice, House troverà la sua catarsi. Nolan, infatti, gli rivela che gli scriverà la lettera di raccomandazione per l'ordine, giacché è riuscito a venire a patti coi suoi fantasmi: si è avvicinato a qualcuno tanto da soffrirne l'assenza, ha accettato il dolore che ne è seguito e non si è nascosto nel Vicodin, ma ha cercato il contatto umano del suo terapeuta-amico. La cura ha funzionato, e House, guarito o no, è ora pronto per tornare nel suo mondo.
L'episodio si conclude dunque con House alla fermata dell'autobus, che lo riporta al suo vecchio - e allo stesso tempo nuovo per il suo cambiamento - mondo, malinconicamente osservato attraverso i vetri da Alvie, il suo nevrotico compagno di stanza e di macchinazioni, che ha trovato la speranza e la forza per curarsi.
- Guest star: Lin-Manuel Miranda, Franka Potente, Andre Braugher, Megan Dodds, Jack Plotnick, Derek Richardson, Curtis Armstrong
- Diagnosi finale: catatonia
- Peculiarità: l'episodio raggiunge la durata di 89 minuti, infatti viene spesso trasmesso diviso in due parti; inoltre, nella sigla iniziale vi è la scritta House e non House MD.
- Curiosità: L'episodio si ispira in parte al film Qualcuno volò sul nido del cuculo (One Flew Over the Cuckoo's Nest). Il protagonista quasi "sano tra i malati", infatti, si ritrova in situazioni che ricalcano molte scene rappresentate dal noto film con Jack Nicholson.
- Premi: l'episodio ha vinto il Writers Guild of America Award per la Miglior sceneggiatura per un episodio di una serie drammatica.
- Ascolti Italia: telespettatori 2.772.000 (prima parte); 3.272.000 (seconda parte) - share 9,79% (prima parte); 13,17% (seconda parte)[16]

## Fallimento epico
- Titolo originale: Epic Fail
- Diretto da: Greg Yaitanes
- Scritto da: Sara Hess, Liz Friedman

### Trama
Un ragazzo, programmatore di videogiochi, sente le sue mani bruciare.
Intanto, House si licenzia dal Princeton-Plainsboro, sotto consiglio del suo analista, il dottor Nolan, e si dedica invece all'hobby preferito da Wilson: la cucina, rivelandosi immediatamente un genio della culinaria: il nuovo passatempo sembra distrarlo dall'ossessionante dolore alla gamba. Cuddy dà così a Foreman la direzione del reparto di diagnostica, ma questo causa al neurologo dei problemi sentimentali, che si manifestano sotto forma di tensioni con Tredici: i due e Taub cercano di curare il paziente, ma si trovano in alto mare, e quest'ultimo decide di pubblicare i suoi sintomi online, offrendo come ricompensa un'elevata somma di denaro.
Wilson nota che House non zoppica quasi più e, pensando che si droghi di nuovo, progetta uno stratagemma per prelevargli un campione di urina, che si rivela poi essere di un labrador retriever. Wilson lo riferisce a Cuddy e i due vanno a parlare con House che, per dare la dimostrazione di essere pulito, urina davanti a loro in una tazza da latte.
Nel frattempo, Taub dà le dimissioni, dicendo che aveva accettato il posto solo per lavorare con House. Tredici e Foreman brancolano ancora nel buio, e quest'ultimo viene spesso paragonato sfavorevolmente al suo ex-capo. Il neurologo decide di fare una rischiosa chemioterapia al paziente, ma all'improvviso gli viene in mente che la malattia di Fabry potrebbe spiegare tutti i sintomi. Tredici aveva già sospeso il test, poiché la stessa mattina aveva letto una delle diagnosi arrivate via Internet all'ufficio di Foreman, che ipotizzava appunto la medesima malattia. La vera sorpresa sarà conoscere l'autore della scoperta.
House, infatti - tormentato ancora dal dolore - torna a parlare con Nolan, a cui spiega di essersi sentito meglio solo quando ha diagnosticato la malattia al paziente del suo ex team, poiché questi aveva pubblicato su Internet i suoi sintomi. Nolan allora consiglia ad House di tornare a dedicarsi alla medicina. Infine, Foreman licenzia Tredici, non riuscendo a essere contemporaneamente il suo capo e il suo fidanzato.
- Diagnosi finale: malattia di Fabry
- Guest star: Andre Braugher
- Ascolti Italia: telespettatori 3.012.000 - share 10,46%[17]

## Il tiranno
- Titolo originale: The Tyrant
- Diretto da: David Straiton
- Scritto da: Peter Blake

### Trama
Il presidente Dibala, dittatore di uno stato dell'Africa meridionale, è ospite negli Stati Uniti, ma un male improvviso lo costringe ad andare al Plainsboro, dove Chase e Cameron sostituiscono momentaneamente Taub e Tredici. House nel frattempo è tornato, ma non può esercitare la professione "ufficialmente".
Mentre il vecchio team, riunito per l'occasione, incomincia a studiare il paziente, arriva in ospedale un ragazzo africano che non vuole far curare il presidente Dibala, facendo pressione sulla coscienza di Chase. Cameron pensa addirittura di lasciar morire il dittatore, pensando a tutto il male che ha fatto e che farà ancora.
House, intanto, incomincia ad avere brutti rapporti con uno scorbutico vicino senza un braccio, che dice di essere un veterano del Vietnam. All'inizio il diagnosta prova a comportarsi in maniera corretta, ma il suo vero io ha il sopravvento, e così si intrufola in casa dell'ex soldato, facendo una bruttissima figura. House però capisce cosa affligge l'antipatico veterano e, per aiutarlo, prima lo sequestra e poi lo libera del dolore che lo perseguitava da sempre sull'arto fantasma, attraverso l'uso di un mirror box.
Il team crede di capire da cosa è affetto il paziente (febbre di Lassa), e prova a curarlo grazie al sangue di una persona sana che ne era stata già affetta, ma il rimedio non funziona. Cameron pensa che si tratti di sclerodermia, Foreman pensa invece alla blastomicosi, ma visto che anche House concordava con la tesi della blastomicosi, vengono somministrati degli antifungini in attesa delle analisi.
I risultati di queste ultime indicano, senza dimostrarlo, la validità dell'ipotesi della sclerodermia, e la cura viene cambiata, ma dopo poco il paziente ha un infarto e forti emorragie polmonari; nonostante i tentativi di rianimazione, muore.
Foreman è disperato, perché sul cadavere non si può eseguire un'autopsia, che verrà eseguita nel paese d'origine; House suggerisce al neurologo di provare ad aprire forzatamente l'obitorio. Foreman non può, data la presenza di una guardia armata, ma scopre che la mattina stessa, poco prima che Chase e Cameron facessero le analisi sul sangue del paziente, Chase era entrato nell'obitorio, dove c'era il cadavere di una donna di 70 anni morta per sclerodermia. Chase confessa di aver falsato le analisi per poter curare Dibala per la malattia sbagliata e favorirne la morte, per evitare così il genocidio che sarebbe seguito al rientro del dittatore in patria.
Foreman, furioso, chiede a Chase se pensa realmente che non avrà delle conseguenze per aver ucciso un uomo. In ogni caso, preferisce comunque distruggere la prova di ciò (l'elenco delle firme con gli accessi all'obitorio) e salvare il suo amico piuttosto che denunciarlo alla polizia.
- Diagnosi finale: blastomicosi (Dibala), sindrome dell'arto fantasma (Murphy)
- Guest star: Freda Foh Shen, James Earl Jones
- Riferimenti: Mentre Wilson parla con House gli dice "Sono un vampiro, Sookie": è un riferimento al personaggio Sookie Stackhouse della serie True Blood.
- Ascolti Italia: telespettatori 2.731.000 - share: 9,66%[18]

## Karma istantaneo
- Titolo originale: Instant Karma
- Diretto da: Greg Yaitanes
- Scritto da: Thomas L. Moran

### Trama
Il figlio di un ricchissimo uomo d'affari sta male e nessun dottore riesce a diagnosticarne la malattia. Dopo il fallimento dell'ultimo medico, il quale pensava che l'unica patologia coerente con i sintomi fosse la colite pseudomembranosa, il padre fa pressioni su Cuddy affinché House si occupi del caso ma, siccome il diagnosta ancora non ha la licenza per tornare ad esercitare la professione, Cuddy dispone che seguirà la faccenda in modo non ufficiale, lasciando la responsabilità a Foreman; questo rende felice House. Come prima diagnosi si opta per la malattia di Hirschsprung.
Intanto, Tredici cerca di partire per Bangkok, in Thailandia, ma qualcuno le annulla la prenotazione. Foreman e Chase sono alle prese con la relazione da presentare per la morte del dittatore Dibala dell'episodio precedente e tentano di coprire gli indizi lasciati da Chase. Dopo molti espedienti inventati da Chase e confutati da Foreman, quest'ultimo chiede invano a Cuddy di revocargli quel compito. Nel frattempo House intuisce ciò che è accaduto.
Nel frattempo, il bambino ha una crisi convulsiva e Foreman è costretto a portarlo in sala operatoria. Dopo una TAC e una gastroscopia, emerge che non si tratta di cancro ma, essendo risultato negativo ogni tipo di analisi, non si riesce a capire di cosa si tratti. Dopo aver escluso anche l'epilessia addominale, compare un rash sul petto del bambino. Scartata subito la poliarterite nodosa, House pende per la malattia di Degos. Il padre decide, a questo punto, di spogliarsi di qualsiasi suo avere, convinto dell'esistenza di un karma che non gli ha permesso di avere una famiglia serena (moglie già deceduta e figlio giovanissimo in fin di vita), avendo sempre avuto troppa fortuna negli affari.
Chase prova a confessare tutto a Cuddy, ma viene interrotto. Nel mentre, Tredici scopre che è stato Wilson ad annullarle il viaggio, in quanto ritiene che la ragazza possa aiutare House nel suo lavoro.
Mentre House discute con Wilson sul perché lo abbia fatto, ha un'illuminazione e comunica a Foreman che il bambino deve essere curato per la Sindrome da anticorpi antifosfolipidi primaria. Chase si accorge che House ha scoperto che Dibala assumeva cromo come medicina e ciò può giustificare quindi l'errata diagnosi di sclerodermia, e coprire la reale causa della morte del dittatore.
Nel finale, notiamo Tredici che è riuscita a partire, House che è riuscito a salvare Chase e Foreman, ed il signor Randall che, nonostante abbia dichiarato bancarotta ed abbia perso ogni suo possedimento, sorride giocando col suo bambino, guarito dal geniale diagnosta.
- Diagnosi finale: Sindrome da anticorpi antifosfolipidi
- Ascolti Italia: telespettatori 3.378.000 - share: 11,40%[19]

## Cuore impavido
- Titolo originale: Brave Heart
- Diretto da: Matt Shakman
- Scritto da: Lawrence Kaplow

### Trama
Un poliziotto di nome Donny, durante un inseguimento a piedi, cade da nove metri di altezza e finisce al Plainsboro. Mentre Cameron parla col paziente (che sta per compiere 40 anni), quest'ultimo le dice che suo padre, suo nonno e il suo bisnonno sono morti appena dopo aver compiuto la quarta decade di vita per inspiegabili problemi cardiaci. Il team, ancora capitanato da Foreman, incomincia subito le analisi e arriva a riesumare le salme dei parenti del paziente.
Chase continua ad essere perseguitato dalle immagini e dallo shock causato dall'aver ucciso il presidente Dibala.
Nell'ufficio di House si presenta una donna che ammette di aver avuto un figlio con Donny ed è preoccupata per lui. L'uomo, che non ne sapeva nulla, accetta malvolentieri di vedere il figlio, con il quale si mostra molto distaccato perché - essendo convinto di morire a breve - teme, manifestandogli affetto, di dargli delle false speranze.
Nel mentre House, che risiede da Wilson, si trasferisce dal divano alla ex camera da letto nella quale l'amico dormiva con Amber, e qui inizia a sentire delle voci. Dopo aver appurato con un esame all'udito che questo funziona perfettamente, comincia a pensare alle allucinazioni uditive.
House pensa che, a parte la caduta, Donny sia ipocondriaco e prescrive al paziente delle pillole di zucchero, spacciandole per pillole per curare una malattia inventata (sindrome di Ortoli) e promettendogli che guarirà; appena dimesso, però, Donny ha un collasso e viene considerato morto. Quando House e Foreman gli incidono il torace per eseguire l'autopsia, notano che il paziente sanguina e subito dopo "ritorna in vita", quindi intuiscono che si è trattato di morte apparente.
A conclusione, durante un dibattito con Cuddy, House capisce che il problema è un aneurisma di origine ereditaria, una sorta di "pulsante" che si ingrandisce man mano che l'uomo cresce e finisce per bloccare i nervi, cosa che ha causato così la morte delle tre generazioni precedenti. L'episodio si conclude con l'uomo che riallaccia i rapporti con il figlio, mentre House capisce la causa del suo problema: i bisbigli che sentiva sono di Wilson, nella stanza accanto, che parla con la defunta Amber.
- Diagnosi finale: aneurisma a bacca intracranico del tronco encefalico
- Guest star: Freda Foh Shen, James Earl Jones
- Ascolti Italia: telespettatori 3.407.000 - share 11,66%[20]

## Conosciuti sconosciuti
- Titolo originale: Known Unknowns
- Diretto da: Greg Yaitanes
- Scritto da: Matthew V. Lewis, Doris Egan

### Trama
Una ragazza di sedici anni, Jordan, viene portata al Plainsboro dopo essere svenuta, con le mani e i piedi gonfi. Rimane accanto a lei un'amica. Le due affermano di aver passato la serata precedente con un loro idolo, autore di uno show televisivo, Jeffrey Keener. Del caso si occupano Chase, Cameron e Foreman. House pensa alla rabdomiolisi, ma le analisi di Chase smentiscono quest'ipotesi, e si inizia a pensare alla bulimia.
Intanto, Wilson deve partecipare a una conferenza ad Adirondack, e House, venuto a conoscenza del fatto che anche Cuddy parteciperà, decide di andare con loro. Wilson, prima di partire, va da un suo paziente, malato terminale di cancro, molto sofferente.
La giovane paziente, intanto, convinta dall'amica, confessa di non aver trascorso la serata con Keener, ma di averlo semplicemente pedinato in compagnia dell'amica medesima; le due non si sono mai separate, tranne nel momento in cui Jordan si è allontanata per andare da Keener.
Inizialmente, racconta di avergli riportato l'agenda personale dimenticata al ristorante e di esser stata costretta ad avere un rapporto con lui nella stanza, ma le analisi condotte grazie a una "macchina della verità" rivelano che la ragazza sta mentendo.
In realtà, Jordan non ha avuto neppure il coraggio di bussare alla porta di Keener e ha solo lasciato l'agenda davanti alla porta.
House, intanto, prende parte a una festa anni ottanta tra i partecipanti alla conferenza, e qui incontra Cuddy; parlando, House le rivela il motivo per cui tanti anni prima non l'aveva richiamata dopo che erano usciti insieme: avrebbe voluto, ma proprio quel giorno aveva saputo di essere stato espulso dalla facoltà, e ogni cosa era passata in secondo piano. Le fa così capire di essere sempre stato interessato a lei ma Cuddy, turbata, lascia la festa all'improvviso e torna nella sua stanza, con la figlia adottiva.
Il mattino dopo, House apprende che il paziente di Wilson è morto: l'oncologo aveva comunicato a un'infermiera la combinazione per la dose di morfina a voce alta, in modo che il paziente la sentisse e potesse auto-somministrarsi una dose letale. Wilson aveva già scritto tutto nel discorso che era intenzionato a leggere quel giorno stesso alla conferenza, dal titolo Eutanasia: diciamoci la verità, tutti noi la pratichiamo. House capisce che l'amico voleva che tutto succedesse proprio il giorno della conferenza, in modo da parlare del caso, dell'eutanasia, ma il diagnosta non vuole che Wilson parli, perché teme che possa rovinarsi la carriera, così lo droga e gli sottrae il discorso. Comprendendo però l'importanza che l'amico aveva attribuito al discorso, decide di tenerlo al posto suo, assumendosene la responsabilità (o quasi, dato che in realtà è venuto alla conferenza sotto falso nome). Il discorso rivela i sensi di colpa di Wilson, che si sente inadeguato di fronte al dolore dei propri pazienti. House allora, che ha visto entrare in quel momento l'amico, gli fa comprendere come lui sia al contrario sempre disposto a dare tutto di sé, anche troppo, come sanno bene gli amici che di lui si approfittano, e come sapeva di certo anche il paziente morto quel giorno. Finita la conferenza, Wilson litiga con House ma alla fine comprende che l'amico ha solo agito per proteggerlo, e lo ringrazia per le sue parole.
House, intanto, decide di seguire il consiglio di Wilson a offrirsi come baby sitter per la figlia di Cuddy, in modo da provare di essere una persona affidabile. Lo attende una brutta sorpresa: nella stanza di Cuddy, intento a occuparsi della piccola Rachel, c'è già Lucas, l'investigatore privato che lui aveva assunto in precedenza e che si era invaghito di lei. Ora i due stanno insieme ma, per volere di lei, hanno tenuto la loro relazione segreta per non turbare House dopo l'esperienza nell'ospedale psichiatrico. In seguito, Cuddy rivela che Lucas è una persona capace di dare sicurezza e di essere sempre presente, cosa che lei sa di non potersi aspettare da House.
Frattanto, Jordan peggiora a causa di alcune emorragie interne, ma House, discutendo con Wilson, trova la soluzione al caso: la ragazza aveva mangiato ostriche al ristorante, proprio come Keener, solo che lei aveva l'emocromatosi; questo l'ha resa sensibile al vibrione delle ostriche, causando l'edema alle articolazioni. Inoltre, le era stato somministrato il ferro contro l'ipotesi di bulimia, sovraccaricando il fegato, il che ha causato le varie emorragie interne; così, è possibile curarla con farmaci per l'emocromatosi e per il vibrione dell'ostrica.
Chase, a fine episodio, confessa alla sospettosa Cameron l'omicidio di Dibala.
- Il vestito indossato da House durante la festa Anni Ottanta è in realtà a tema: proprio negli anni 80 Hugh Laurie prende parte alla serie televisiva Blackadder (dove troviamo anche Rowan Atkinson) e nella serie veste proprio con quell'abito. Lo rivedremo indossare gli stessi panni nel videoclip del 1992 "Walking On Broken Glass" di Annie Lennox, a cui partecipa insieme a John Malkovich.
- Diagnosi finale: emocromatosi, infezione da Vibrio vulnificus e complicazioni dovute all'eccesso di ferro
- Ascolti Italia: telespettatori 3.599.000 - share 12,57%[21]

## Lavoro di squadra
- Titolo originale: Teamwork
- Diretto da: David Straiton
- Scritto da: Eli Attie

### Trama
House riceve la sua licenza medica e torna a dirigere il reparto con il vecchio team.
Henry Lefkowitz, pornoattore ebreo conosciuto come Hank Hardwick, si sente male sul set a causa di una luce abbagliante, per la quale ha l'impressione che gli esplodano gli occhi.
Intanto Cameron, che ha deciso di perdonare Chase per l'assassinio di Dibala e per averle mentito, convince il marito a lasciare insieme a lei il Princeton Plainsboro. È convinta che solo in questo modo potranno ricominciare una nuova vita e lasciarsi alle spalle il passato. I due comunicano la decisione al resto del team. House, dunque, va da Taub e Tredici e propone loro di tornare nella squadra, ma i due sono riluttanti: Taub si rifiuta perché la moglie desidera che lui mantenga il suo lavoro redditizio da chirurgo plastico, e Tredici declina perché non vuole rivedere Foreman. Wilson accusa House di volere a tutti i costi il ritorno dei vecchi membri del team come compensazione per la delusione provocata dall'aver scoperto che Cuddy esce con Lucas, che era stato in passato un suo amico.
Nel frattempo, Chase e Cameron discutono con il paziente circa la moralità del suo stile di vita. Cameron è particolarmente dura e Chase si stupisce di trovarla così arrabbiata nei confronti dell'uomo quando si è mostrata tanto comprensiva nei suoi confronti. Ci pensa House a illuminarlo: Cameron lo ha perdonato perché è convinta che la colpa di tutto sia dello stesso House, che ha contagiato Chase con la sua mancanza di morale. In effetti, parlando con Cameron, Chase capisce che House ha ragione e rivela alla moglie di non sapere se ha agito bene o male, ma che comunque la responsabilità della morte di Dibala è solo sua e non di House.
Quindi aspetta il suo ex capo sulla soglia di casa e gli chiede di poter restare nel team.
Durante la difficile corsa alla giusta diagnosi, sia Taub che Tredici non riescono a non interessarsi ai fax che House manda loro per tenerli informati, segno che, in fondo, vorrebbero tornare a far parte del team, tant'è vero che la diagnosi corretta si deve proprio a loro: il paziente soffre della malattia di Crohn, dovuta alla crescita in un ambiente eccessivamente pulito. House gongola: era l'eccesso di pulizia, e non lo stile di vita dissoluto, che stava per uccidere il paziente.
Intanto, Chase propone a Cameron di rimanere nel team. Lei lo lascia e va da House. Gli dice di averlo amato e di aver amato Chase, ma di aver capito di averli persi entrambi: non riescono a distinguere il bene dal male, e lei non li ha potuti salvare. Accusa House di avere rovinato il marito, e quindi gli dice addio con un bacio sulla guancia. House sembra turbato, ma poi corre da Wilson e gli dice - soddisfatto - che tutti i suoi piani sono andati a buon fine: ha riottenuto la sanità mentale, la licenza e quattro componenti su cinque del suo team di diagnostica.
Nel finale, Cameron fa i bagagli e abbraccia Chase piangendo, la moglie di Taub sembra molto infastidita dalla sua decisione di tornare con House, Foreman ha uno sguardo turbato dal ritorno di Tredici e House osserva pensieroso Lucas e Cuddy che escono felici dall'ospedale.
- Diagnosi finale: strongiloidosi e malattia di Crohn extraintestinale
- Guest star: Jolene Blalock, Troy Garity
- Ascolti Italia: telespettatori 2.147.000 - share 7,09%[22]

## Beata ignoranza
- Titolo originale: Ignorance Is Bliss
- Diretto da: Greg Yaitanes
- Scritto da: David Hoselton

### Trama
Un superlaureato al MIT di trentadue anni, che lavora come fattorino, diventa paziente di House. Presenta atassia, anemia e una lieve tosse, la TAC è pulita e l'esame tossicologico è negativo.
Chase è reduce dall'abbandono di Cameron. I colleghi cercano di manifestargli sostegno e amicizia: Foreman vuole portarlo a bere insieme per sfogarsi, Tredici gli suggerisce di vedere uno specialista e Taub lo invita alla cena del Ringraziamento. Chase, però, è insofferente a tutti i tentativi di conforto e li respinge con freddezza. Quando è House a stuzzicarlo, e proprio su Cameron, il giovane dottore lo atterra con un pugno. Rivelerà poi a House (che si rifiuterà di denunciarlo) di averlo fatto per liberarsi dalle attenzioni troppo pressanti dei suoi colleghi.
Intanto, House cerca di farsi invitare da Cuddy per il pranzo del Ringraziamento: il suo scopo è fare di tutto per mandare all'aria la relazione tra lei e Lucas. Per riuscire a ottenere l'invito, si dimostra disponibile con tutti e gentile con i pazienti dell'ambulatorio. Cuddy sembra convincersi che stia davvero cambiando e lo invita, dandogli l'indirizzo della sorella a casa della quale si svolgerà la festa. Il giorno stabilito però House ha una brutta sorpresa: Cuddy gli ha fornito un indirizzo sbagliato (e a tre ore di distanza da casa) per assicurarsi che stia lontano, non avendo creduto alla sua buona fede. La sera, rincasando, Lucas trova House ubriaco sul suo divano, sconvolto dall'idea di avere ormai perso Cuddy: fino ad allora, lei gli aveva sempre concesso un'altra possibilità; evidentemente ha ormai passato il limite troppe volte. Per la prima volta, dichiara il suo amore per Cuddy. Lucas lo invita a restare. Il mattino dopo, Cuddy bussa alla porta di House e gli rivela che Lucas ha deciso di rompere, convinto dalle parole dello stesso House che ci sia ancora qualcosa tra lei e il diagnosta. Quindi se ne va, arrabbiata e triste, non prima di avere ribadito che tra loro non c'è e non ci sarà mai niente.
House gongola: ha ottenuto esattamente quello che voleva. Capirà in realtà di essere stato di nuovo ingannato dalla stessa Cuddy che gli ha soltanto fatto credere di avere rotto con Lucas. Alla fine, House si rassegna e confessa a Wilson di non volere fare più nulla: il suo obiettivo era cercare di rompere la relazione tra Cuddy e Lucas, ma evidentemente i due vogliono veramente stare insieme.
Si scoprirà poi che il paziente si drogava di sciroppo per la tosse per abbassare il proprio quoziente intellettivo, convinto che fosse l'unico modo per essere felice - cosa che la sua intelligenza superiore gli aveva sempre impedito - e vivere serenamente accanto alla moglie, che amava soprattutto per la sua scarsa intelligenza e la sua allegria, ma che non avrebbe potuto sopportare da lucido.
Scoperte le circostanze che hanno spinto il paziente a decidere di drogarsi, House intuisce che, a causa di un precedente tentativo di suicidio, l'uomo si era danneggiato la milza, già rimossa da Chase. Tuttavia l'impatto (il ragazzo si era gettato da un tetto), aveva provocato la dispersione di alcuni frammenti della milza in altre parti del corpo, causando una sorta di coesistenza di milze multiple, da cui l'insieme di sintomi da TTP. Un intervento chirurgico per rimuovere le milze rimaste risolve il problema. Dopo essere guarito, il paziente comunica ad House di avere intenzione di continuare a drogarsi per riuscire ad andare avanti con la propria vita. Il diagnosta, nonostante l'opposizione di Taub, sostiene la sua scelta.
Il titolo dell'episodio fa riferimento al caso clinico: alle critiche di Taub, il quale non tollera che il geniale diagnosta accetti che un altro genio butti via la propria intelligenza in cambio di un po' di serenità, House risponde «Beata ignoranza», alludendo a quanto possa essere doloroso sapere e capire tante cose e, nonostante tutto, non riuscire a esserne felice.
- Diagnosi finale: Avvelenamento da metorfano, TTP e sedici milze accessorie
- Riferimenti: il nome del paziente, James Sidas, fa riferimento al bambino prodigio William James Sidis
- Ascolti Italia: telespettatori 2.814.000 - share 9,74%[23]

## Wilson
- Titolo originale: Wilson
- Diretto da: Lesli Linka Glatter
- Scritto da: David Foster

### Trama
L'episodio è quasi interamente basato sul personaggio di Wilson. I casi di House passano in secondo piano, e vengono presentati in maniera molto superficiale tramite qualche battuta del team.
Il 13 maggio 2004, alle 10:17, Wilson diagnosticò una leucemia a un suo paziente, Tucker, comunicandogli che se il trattamento fosse andato male gli sarebbero rimasti solo sei mesi di vita. Da allora, ogni anno i due si incontrano per festeggiare in svariati modi un anno di vita in più. Dopo cinque anni, si vedono per una battuta di caccia, ma Tucker accusa una paralisi al braccio sinistro. Wilson esegue vari test, e inizialmente da una geniale intuizione sembra si tratti di mielite trasversa. House non crede a questa diagnosi, e scommette 100 dollari con Wilson che si tratti di un ritorno della leucemia. In effetti è così: si tratta di leucemia acuta linfoblastica, causata dalla chemio a cui il paziente si sottopose per la prima leucemia cinque anni prima. Quando il primo ciclo di chemio non sortisce effetti, Wilson decide di tentare con un ciclo di chemio due volte più potente di un ciclo normale, andando contro il consiglio di House. La leucemia del paziente guarisce, ma in compenso il suo fegato ne risente molto, ed è indispensabile un trapianto per salvare la vita del paziente, altrimenti spacciato nel giro di poche ore. Alla fine, Wilson, che già anni prima aveva fatto una trasfusione per salvare la vita al suo amico, decide di donare una parte del suo fegato, dopo che questi glielo chiede esplicitamente.
Tra i temi trattati dall'episodio compare quello della relazione tra paziente e dottore nel caso in cui tra i due ci sia un rapporto di amicizia. Un altro è quello del rapporto tra religione e medicina: quando si scopre che il paziente ha bisogno di un trapianto, un giovane di origini asiatiche con lo stesso gruppo sanguigno del paziente ha un incidente in moto, ma la sorella, per motivi religiosi, non dà in tempo il consenso per donare gli organi del fratello, e il fegato si degrada divenendo non più utilizzabile, dando modo a House, che aveva accompagnato Wilson a casa della donna per tentare di farle cambiare idea, di mostrare le sue idee sulle religioni.
Viene anche mostrata la differenza negli affetti del paziente a seconda che stia per morire, caso in cui si affida alla ex moglie, o che non sia in pericolo di vita, rivolgendo le sue attenzioni sulla giovane nuova partner.
Infine, degli scambi intensi di battute tra Wilson e House hanno luogo dopo la decisione del primo di donare il suo fegato al paziente: durante una sfuriata, Wilson arriva a cacciare House dal suo appartamento. Più tardi, due ore prima dell'operazione, l'oncologo andrà a chiedere a House di assistervi, ma House rifiuta: ammette chiaramente la paura di perdere l'amico e rimanere così da solo. Nonostante il suo precedente rifiuto, il diagnosta si presenta comunque in sala operatoria poco prima che Wilson si addormenti per l'anestesia, e lo assiste durante il risveglio.
House sembra essersi ormai rassegnato alla relazione tra Lucas e Cuddy, anche quando viene a sapere che i due stanno progettando di trasferirsi in un loft. Wilson, però, decide di comprare lo stesso loft scelto da Cuddy facendo un'offerta migliore. Punisce così, in un certo senso, la donna che ha ferito i sentimenti del suo amico, e nello stesso tempo lascia la casa che aveva condiviso con Amber e in cui continuava a vivere dopo la sua morte.
- Diagnosi finale: leucemia acuta linfoblastica
- Ascolti Italia: telespettatori 3.107.000 - share 10,83%[24]

## La strana coppia
- Titolo originale: The Down Low
- Diretto da: Nick Gomez
- Scritto da: Sara Hess, Liz Friedman

### Trama
Mickey, 32 anni, spacciando della droga, si sente improvvisamente male e il suo compagno d'affari Eddie lo porta al Princeton Plainsboro. House capisce subito che le sue vertigini sono dovute a un rumore molto forte (nel caso particolare, è stato un colpo di pistola), quindi incarica il suo team di controllare con un ABR se il paziente ha dei disturbi neuroacustici, mentre il diagnosta cerca di far confessare Eddie riguardo alla droga.
Wilson racconta a House che una ragazza ha declinato un suo invito a cena perché convinta, come tutti i condomini, che lui e House siano gay. Intanto Tredici, Taub e Chase fanno uno scherzo a Foreman, facendogli credere di guadagnare più di lui.
Nel frattempo, Mickey ha una crisi convulsiva, quindi il team procede sull'ipotesi di una stenosi carotidea, ma invano. House crede che il paziente abbia delle tossine immagazzinate nelle cellule adipose, dovute a un fattore ambientale, perciò decide di spiarlo. Intanto fa conoscenza con Nora, la nuova coinquilina con cui attacca bottone per portarsela a letto. Successivamente, viene scartata l'ipotesi della causa ambientale, essendo Mickey peggiorato troppo in fretta; quindi, temendo un'infezione nella zona cerebrale, viene eseguita una puntura lombare. Mickey ammette di aver preso dei medicinali per i suoi problemi "emotivi", in quanto a volte, nel suo lavoro, è costretto a imbrogliare anche gente onesta; ma, avendo House trovato una cimice nella sua stanza, capisce che il paziente è in realtà un poliziotto sotto copertura incaricato di un'importantissima missione per incastrare sia Eddie sia "il boss", uno dei più grossi trafficanti di cocaina dello Stato, che ha deciso di espandere il suo controllo fino a Filadelfia. Mickey accusa un infarto intestinale dovuto a un coagulo nell'arteria mesenterica superiore, ed è esposto a un forte rischio. Temendo per la vita del suo amico, Eddie porta Tredici nel loro nascondiglio, in modo che possa prelevare qualche campione.
Intanto, House esce a cena con Nora, continuando a recitare la parte del gay in crisi col proprio fidanzato, per poter approfittare di lei in un momento di ebbrezza, e così indispettire Wilson. Quest'ultimo però, con un colpo di scena, si precipita al ristorante e chiede pubblicamente a House di sposarlo, così da far credere a Nora un ricongiungimento tra loro e farla allontanare.
Nel mentre, avendo il paziente degli aneurismi in continua diffusione nella zona polmonare, House consente a somministrargli dei farmaci contro eventuali funghi. Successivamente, mentre si confessa con Nora riguardo allo scherzo fatto a Wilson, il geniale diagnosta ha un'illuminazione: capisce che inizialmente il paziente soffriva di ipertensione, ma con i farmaci per il cuore che ha preso l'ha involontariamente curata; appena ha smesso di prenderli, dunque, si è fatta risentire. Concludendo il ragionamento, gli comunica che è affetto dalla sindrome di Hughes-Stovin in stato avanzato, incurabile; quando uno degli aneurismi si romperà, non ci sarà più nulla da fare. L'episodio si conclude con la morte di Mickey e l'arresto di tutti i trafficanti di droga.
House e Wilson hanno risolto la situazione di conflitto da bravi amici. Foreman intuisce lo scherzo dei suoi colleghi e annuncia loro che si sarebbe licenziato alla fine del caso. Così i tre vanno da Cuddy e, per chiederle di riassumere Foreman, sono costretti a rinunciare a parte del proprio stipendio per darlo al loro amico, rimanendo a bocca aperta quando Cuddy dice loro che non ha mai parlato con Foreman riguardo al suo licenziamento.
- Diagnosi finale: sindrome di Hughes-Stovin
- Guest star: Sasha Alexander, Nick Chinlund
- Ascolti Italia: telespettatori 2.732.000 - share 9,09%[25]
- Peculiarità: in questo episodio il doppiatore di Eddie è Luca Biagini, il quale sostituirà Sergio Di Stefano come doppiatore di Hugh Laurie

## Rimorso
- Titolo originale: Remorse
- Diretto da: Andrew Bernstein
- Scritto da: Peter Blake

### Trama
Valerie, una donna di 27 anni, è un'attraente collaboratrice di un uomo d'affari. Mentre lo sta accompagnando all'aeroporto, insieme al collega Russ, quest'ultimo ha un conato di vomito; subito dopo, lei accusa un insopportabile dolore alle orecchie.
Dopo essere stata visitata da sei dottori, finisce sotto gli occhi di House (che accetta il caso perché - a detta di Foreman - lei è incredibilmente sexy, mentre il marito è brutto) e del suo team. Dopo aver controllato la cartella della paziente, House si concentra sull'aritmia cardiaca dovuta all'innalzamento del colesterolo, quest'ultimo dovuto a sua volta al consumo di formaggio. In ospedale, Valerie incontra Russ, che l'accusa di averlo drogato per convincere il capo che fossero tornati i suoi problemi con l'alcolismo in modo da farlo licenziare. Rivela inoltre al marito di lei, Bill, di essere stato il suo amante. Taub si assicura che Russ non rientri più in ospedale. Secondo la teoria di House, Foreman e Taub, è stato Russ a drogare Valerie con le medicine che prende per il suo ipotiroidismo. Tredici, tuttavia, non è d'accordo, perché non si fida completamente della paziente. Il diagnosta la ignora e ordina al team di somministrare dei betabloccanti. Durante una risonanza magnetica, Tredici parla con la paziente e, analizzando i risultati dell'esame, scopre che la donna è affetta da psicopatia: non ha coscienza, né può provare sentimenti, è una manipolatrice e una bugiarda. House parla a Valerie della sua malattia mentale, e lei, senza alcun segno di rimorso, racconta dell'accordo fatto con Russ (sesso in cambio delle sue idee migliori) e della motivazione del suo matrimonio (ha sposato il marito solo per i suoi soldi). Poiché l'aritmia e la psicopatia sono entrambe malattie molto rare, pur essendo una fisica e l'altra mentale, House crede siano collegate; quindi chiede a Tredici, sotto consiglio di Foreman, di dare alla paziente della penicillina per la sifilide terziaria. Nel frattempo, Foreman chiede a House di punire Tredici per la sua insubordinazione (ha effettuato una TAC alla paziente senza chiederlo a nessuno), ma il diagnosta gli risponde dicendogli che non è un proprio problema e che spetta a lui aggiustare il suo rapporto con la collega. Tredici cerca di far capire al marito di Valerie che lei lo tradisce, dicendogli di indagare sul corso di architettura dei giardini che la donna aveva detto di seguire ogni giovedì sera. Intanto House fa una radioterapia alla paziente, che lo fa meditare sul suo stato psicologico. Il marito irrompe nella sala furioso, ma Valerie riesce a raggirarlo nuovamente. Valerie chiede a Cuddy di licenziare Tredici per aver rivelato un segreto professionale, ma lei le dice che la dottoressa aveva dei validi motivi medici per fare ciò che ha fatto. Tredici è tagliata fuori dal caso, ma a Valerie non basta: la dottoressa riceve anche una chiamata dall'ordine dei medici e viene avvisata di esser stata denunciata per molestie sessuali; perde perciò la calma, ma Foreman la tranquillizza. Nell'alterco, il neurologo ammette di aver capito troppo tardi che quando l'ha licenziata l'ha fatto solo per se stesso e se ne scusa.
Nel frattempo, la paziente ha un'emorragia nell'esofago. Bill ha ormai capito che Valerie lo tradiva, e non si sente in grado di decidere sul da farsi, quindi dà a Foreman carta bianca. La sorella di Valerie rivela a Tredici che è diventata più "fredda" durante l'adolescenza, a causa dei maltrattamenti e degli abusi subiti dal padre alcolizzato. Rimessa la psicosi fra i sintomi, House e Tredici capiscono che Valerie è affetta dalla malattia di Wilson e incominciano il trattamento, Bill chiede a Tredici se oltre al fisico anche la mente della donna possa tornare normale e il medico non esclude la possibilità. Tredici avverte Bill che Valerie intende fingere di amarlo dopo la cura, simulando di provare di nuovo dei sentimenti, ma Bill le rivela di voler continuare a vivere nella menzogna perché era più felice così. Alla fine, però, Valerie lo respinge insultandolo e dicendogli che comportarsi come se non sapesse niente lo rende soltanto più patetico. Tredici, sorpresa, non si fa ingannare e capisce che, avendo la cura funzionato, Valerie è tornata a provare sentimenti e ha respinto il marito a causa dei rimorsi di coscienza, per poi scoppiare a piangere (cosa che prima aveva detto di non essere in grado di fare).
Nel finale, Tredici dà una mano a Foreman a trascrivere i dati sul caso dagli appunti illeggibili di Taub, lasciando trasparire un riavvicinamento.
Durante l'episodio, House racconta a Wilson di aver tentato di alleviare la sua coscienza, sotto esortazione del suo terapeuta, mettendosi in contatto con un ex-compagno di facoltà al quale aveva fatto un torto, Lorenzo Wibberly. House aveva scambiato i loro compiti, prendendo il massimo dei voti. Lorenzo si fa risentire e Wilson costringe House ad accettare il suo invito a pranzo. Lorenzo spiega quindi a House che non deve assolutamente sentirsi in colpa, anche se a causa di quel mancato esame (quello di House era insufficiente) e il tempo dedicato al padre malato lui non è riuscito a ottenere la laurea in medicina ed è costretto a lavorare come imbustatore in un supermercato. Dopo aver parlato nuovamente con Wilson, House vuole sincerarsi che il suo ex compagno di studi viva in condizioni discretamente felici, ma scopre che questi sta per perdere la casa. Sentendosi in colpa, decide di firmargli un assegno, ma Lorenzo lo rifiuta, raccontandogli la verità: non fu a causa di House che non si laureò, ma anzi divenne chirurgo ortopedico e perse poi la licenza a causa del gioco d'azzardo. L'esame scritto di House era, infatti, più che perfetto (tanto da meritare la lode), ma Lorenzo gli ha mentito perché pensava che House fosse ancora cinico come ai tempi dell'università, e voleva metterlo alla prova. House è quindi intento ad andarsi a scusare con un'altra persona, molto più importante per lui: Cuddy. Quando però la vede sorridere accanto al fidanzato, decide di infilare l'assegno nella fessura per la posta della porta della casa di Lorenzo, anziché affrontare la situazione con Cuddy.
- Diagnosi finale: psicosi temporanea causata dalla Malattia di Wilson
- Guest star: Ray Abruzzo
- Ascolti Italia: telespettatori 2.863.000 - share 9,68%[26]

## Verso la meta
- Titolo originale: Moving the Chains
- Diretto da: David Straiton
- Scritto da: Russel Friend, Garrett Lerner

### Trama
Durante un allenamento di football, Daryl, un ragazzo di colore di 22 anni dalla grossa corporatura, ha un improvviso attacco di aggressività nei confronti degli altri giocatori, ma anche verso se stesso. Dalle analisi, la TAC risulta pulita, non ci sono sintomi neurologici, né steroidi in eccesso. Mentre il team di House fa degli esami per vedere se un eventuale danno pituitario può aver provocato una perdita di ormone GnRH, Taub, sfidando il tempo, promette al paziente e alla madre di impegnarsi a curarlo prima della partita imminente, fondamentale per la sua futura carriera sportiva. House fa curare il paziente per gli steroidi, ma Daryl va in tachicardia. Il diagnosta nota che le mani di Daryl stanno diventando bianche, ma questo fenomeno può essere causato da molteplici fattori. House incarica Foreman e Chase di fare al paziente una flebo di etanolo: Daryl sente prurito, confermando la tesi di Foreman, il quale si prepara quindi ad asportargli la milza; durante l'operazione, però, Chase nota che il fegato è infiammato, quindi il problema non è provocato dalla milza. Taub suggerisce un'eventuale epatite virale, causata probabilmente dal medico della squadra sportiva, il quale potrebbe aver fatto iniezioni di lidocaina a diversi individui con lo stesso ago. Ad House piace questa ipotesi e fa fare al paziente delle analisi del sangue, che però si coagula appena entrato nella provetta. Foreman comunica a Daryl che per curarlo ci vorranno dalle due alle tre settimane e che se non aspettasse potrebbe morire sul campo. Il paziente decide di correre il rischio ma, arrivato allo stadio, chiede a Foreman di riportarlo in ospedale, poiché non vede più. Foreman rivela ai colleghi di averlo reso temporaneamente cieco, iniettandogli dei farmaci che limitassero temporaneamente l'ossigenazione del cervello, in modo da evitare che il paziente giocasse e rischiasse la vita. Avendo perso soltanto mezzo chilo dalla dimissione al ritorno in clinica, House pensa che Daryl sia affetto da una sindrome paraneoplastica, un cancro, a causa del quale il corpo produce troppi steroidi; perciò manda il team a fargli ogni tipo di test sui tumori compatibili con i sintomi, ma non se ne trovano. Il geniale diagnosta intuisce che Daryl è affetto da un melanoma, un tumore cutaneo curabile.
Contemporaneamente alle vicende mediche, House congeda Foreman e gli dice di andare a prendere suo fratello maggiore Marcus, che è appena uscito dal carcere, ma Foreman vuole rimanere sul posto di lavoro. Foreman scopre che Marcus è stato assunto da House come assistente, in quanto aveva bisogno di un lavoro perché in libertà condizionale. Marcus dice a Foreman che, dopo essere uscito di prigione, vuole riconquistarlo, ma questo gli ordina di rifiutare il lavoro propostogli, dicendogli di come House lo faccia soltanto per metterlo in imbarazzo. Foreman parla anche con Cuddy di come Marcus sia una persona disonesta, dei furti, della droga e delle ripetute delusioni che ha dato ai genitori quando questi gli offrivano un'occasione per ricominciare.
Wilson, intanto, dice ad House che secondo lui sta facendo tutto questo per far riappacificare i due fratelli, e House rifiuta l'etichettatura di "buono". Marcus racconta al diagnosta che la madre di Foreman è morta tre mesi prima, ma lo prega di non tirare mai in ballo questo argomento davanti a suo fratello. House, poco dopo, ne parla col team e Marcus, trattenuto dal fratello dal colpirlo, si licenzia. I due si riappacificano, ed Eric chiede a Marcus di andare a stare da lui, promettendogli che troveranno una soluzione per quanto riguarda il lavoro. Wilson conferma quindi la sua tesi, dicendo che House è in realtà un "diabolico, seppur benevolo, burattinaio", che è diventato il "nemico comune" dei Foreman per farli riunire, per evitare che Eric, come lui, perdesse l'occasione di rimanere in contatto con la famiglia.
Wilson trova un opossum nella vasca da bagno ed è convinto che sia uno scherzo giocatogli da House, poiché il giorno prima gli aveva imposto di non usare più la sua vasca da bagno. Poco dopo, House si ferisce uno zigomo perché qualcuno ha allentato il maniglione al quale si aggrappava per uscire dalla vasca. I due si accusano a vicenda, e House pensa che, siccome non hanno in casa un cacciavite a taglio, non può essere stato Wilson a svitare il maniglione. House convince l'amico, attraverso vari ragionamenti, della propria innocenza e intuisce che l'autore degli scherzi sia qualcuno che vuole metterli uno contro l'altro; Wilson allora accetta di rimanere sveglio con House fino a tarda notte per capire chi possa essere, e quando si attiva il sistema antincendio di casa, capisce che l'amico è innocente. Dopo aver interrogato i loro colleghi, i due incontrano Lucas, che rivela loro di essere il colpevole degli scherzi subiti, e li minaccia di non progettare piani di vendetta, altrimenti rivelerebbe a Cuddy che sono stati loro a "rubarle" il loft. Alla fine, comunque, si scopre che Cuddy è già al corrente di ciò, anche se non vuole vendicarsi. Anche House e Wilson decidono di non vendicarsi di Lucas, e per Wilson è una dimostrazione in più della "bontà nascosta" dell'amico.
Durante le ore di ambulatorio, House è alle prese con un ragazzo-soldato che vuole ottenere un certificato che lo esoneri dal servizio militare, in quanto avrebbe già finito il periodo di ferma, ma è stato comunque scelto per il successivo invio di contingenti in Medio Oriente; la moglie è rimasta incinta e non vuole che suo figlio cresca senza un padre. House gli dice scherzosamente di scappare in Canada o spararsi a un piede, ma il militare lo prende alla lettera, rimettendoci inutilmente il quinto dito del piede destro: il dottore lo informa, infatti, che l'esercito accetta anche chi ha perso un dito, basta che sia in grado di camminare e correre. Il ragazzo decide così di far espandere l'infezione e farsi amputare l'intero piede destro.
- Diagnosi finale: sindrome paraneoplastica causata da un melanoma
- Guest star: Orlando Jones
- Ascolti Italia: telespettatori 3.054.000 - share 10,57%[27]

## Dalle 5 alle 9
- Titolo originale: 5 to 9
- Diretto da: Andrew Bernstein
- Scritto da: Thomas L. Moran

### Trama
L'episodio racconta una giornata di Lisa Cuddy, che diventa protagonista assoluta, relegando gli altri personaggi al ruolo di comparse, ed è incentrato su come la dottoressa riesce a mescolare le sue abilità amministrative e cliniche con la vita privata.
Da donna impegnata, Lisa deve alzarsi alle cinque e prendersi cura della figlia prima di andare al lavoro, ma la piccola Rachel ha la febbre. Appena arriva la tata, Lisa è in procinto di uscire, quando si incrocia con Lucas, di ritorno più tardi del previsto da una notte di appostamento. I due fanno l'amore frettolosamente e una telefonata li interrompe: è una chiamata di emergenza di House e, anche se Cuddy si rifiuta di rispondere, l'atmosfera è rovinata. Lisa arriva sul posto di lavoro alle otto, mezz'ora più tardi del previsto.
Una volta in ospedale, la dottoressa deve gestire in contemporanea diverse emergenze: le richieste sempre originali di House (che vuole inoculare a un paziente la malaria per curargli il cancro), una misteriosa sparizione di pillole in farmacia (inizialmente Cuddy è preoccupata che si tratti di Vicodin, invece non lo è) e soprattutto la scadenza del contratto tra il Princeton Plainsboro e una grossa compagnia di assicurazioni, la AtlanticNet. Da questo contratto dipendono il futuro e il prestigio dell'ospedale, e Cuddy è decisa a giocare duro, rifiutando l'offerta della compagnia di assicurazioni per rilanciare con una molto più favorevole per il suo ospedale: la AtlanticNet avrà tempo fino alle tre del pomeriggio per accettare, o il contratto sarà rescisso. L'agente incaricato della contrattazione le fa intendere che la sua compagnia non cederà, e Cuddy sembra cosciente che anche il suo futuro come direttrice dell'ospedale sia a rischio. Ne ha la conferma quando il consiglio di amministrazione le annuncia che se l'ospedale non avrà un contratto con la AtlanticNet (cosa che gli impedirebbe di curare l'80% dei pazienti), anche lei perderà il suo contratto con l'ospedale.
Nel frattempo, per tutta la mattina, la baby sitter non risponde al cellulare, né al numero di casa, quindi Lisa non riesce a sapere le condizioni di salute della figlia. All'ora di pranzo scoprirà che Lucas ha inavvertitamente preso il telefono della donna e ha silenziato il telefono di casa per poter dormire in pace.
Tornata nel suo ufficio, Cuddy scopre che a ordinare appositamente più farmaci per poi farli sparire è stata una sua impiegata modello, Gail, che confessa tra le lacrime di averlo fatto allo scopo di utilizzare le pillole per dimagrire e riconquistare il marito. Lisa promette di non denunciarla alla DEA, ma deve comunque licenziarla. Più tardi scopre però che Gail ha mentito, e in realtà intere casse di farmaci risultano sparite, segno che la donna le rubava per venderle, presumibilmente a chi produce anfetamine. Di fronte alle nuove accuse, Gail appare molto sicura di sé e afferma di essere pronta a rivelare, mentendo, di avere agito su ordine di House e a dichiarare che il dottore era l'amante della stessa Cuddy.
House, intanto, non contribuisce a facilitare le cose a Cuddy: prima le rivela di averla chiamata appositamente al mattino per una scommessa fatta con Lucas (il quale gli aveva fatto indiscrezioni sulla loro vita sessuale), quindi litiga con il primario di chirurgia, raffreddando appositamente la sala operatoria per farlo operare più in fretta, e infine pretende che sia Chase a eseguire un trapianto al suo posto, pretesa che alla fine scatena addirittura una rissa tra lo stesso Chase e il primario, con House in disparte a guardare soddisfatto, e che viene sedata dalla direttrice.
L'ospedale deve poi fronteggiare la denuncia di un paziente, il signor Acevedo, al quale Chase aveva riattaccato il pollice, senza alcuna autorizzazione da parte dell'interessato: l'uomo, infatti, non era in grado di pagare le spese necessarie all'operazione e aveva chiesto di essere solo suturato. Il suo avvocato domanda ora che sia l'ospedale stesso a coprire le spese assicurative che Acevedo, il quale fa il falegname, non può sostenere.
Lo scadere dell'ultimatum alla AtlanticNet si avvicina, e Cuddy tenta il tutto per tutto: approfitta dell'abilità investigativa di Lucas per scoprire dove pranzano due dirigenti della compagnia di assicurazione e le spese che hanno nell'azienda (come quelle del carburante per l'elicottero) e, una volta arrivata sul posto, difende con fervore la sua causa e li provoca dicendo che con le loro spese extra si potrebbe mantenere il Princeton Plainsboro per molto tempo. Uno dei dirigenti sembra colpito dalla sua bravura, ma afferma di non preoccuparsi di essere definito pubblicamente un "ricco bastardo", pur di rimanere ricco.
La mossa di Cuddy ha in realtà il potere di spingere la AtlanticNet a fare un'offerta migliore, ma la direttrice non si piega a ottenere meno di quanto richiesto e rifiuta ancora. Quando finalmente ha il coraggio di domandare il suo parere ad House, il diagnosta mette in evidenza come lei stia rischiando il tutto per tutto solo per dimostrare che le compagnie sbagliano, un comportamento più consono allo stesso House che al suo capo.
Allo scadere dell'ultimatum, Cuddy deve annunciare la rescissione del contratto tra le proteste del suo intero staff. È pronta alle dimissioni e per trovare un po' di pace si rifugia nella sua auto. Qui House la trova e le dimostra la sua fiducia: lei non se ne andrà e non sarà licenziata, perché l'ospedale ha bisogno di lei. Queste parole sembrano riportare un po' di coraggio a Cuddy, che si prende la sua prima rivincita: ha un nuovo colloquio con Gail, durante il quale la donna ribadisce il suo ricatto e anzi rivela di avere derubato l'ospedale per anni. Questa volta, però, Cuddy ha registrato tutto grazie a una microspia integrata in un fiore finto regalatole da Lucas, che verrà prontamente consegnato alla DEA. Subito dopo, il negoziatore della AtlanticNet la raggiunge per congratularsi: la compagnia credeva stesse bluffando e di fronte alla sua caparbietà ha ceduto alle richieste. Infine, dopo aver comunicato a tutti il successo e festeggiato con il consiglio, Cuddy ha l'ultimo riconoscimento della giornata: il signor Acevedo, evidentemente colpito dalle sue parole, le ha lasciato un assegno sulla scrivania. Lisa lo straccia sorridendo. Nell'ultima scena la vediamo finalmente in pace, a casa, mentre coccola la sua bambina e si lascia accarezzare da Lucas, nel frattempo di una chiamata imminente probabilmente di House.
- Ascolti Italia: telespettatori 2.596.000 - share 9,16%[28]

## Vite private
- Titolo originale: Private Lives
- Diretto da: Sanford Bookstaver
- Scritto da: Doris Egan

### Trama
Frankie e Taylor stanno discutendo sul fatto che lei scriva riguardo alla loro vita privata sul suo blog, quando sul volto della ragazza compare un livido spontaneo e incomincia a uscirle del sangue dalla bocca. Viene dunque portata al Princeton Plainsboro. Tredici e Taub, dopo essere stati a casa della paziente e aver parlato col vicino, ipotizzano che possa esser stata intossicata dal veleno per topi, ma dal colorito marrone della sua urina scartano questa probabilità. House quindi propende per la malattia di Haff, però Chase, parlando con Tredici e leggendo il blog di Frankie, pensa alla sindrome di Sjögren. In effetti, dalle analisi e dai sintomi, la sua diagnosi sembra esatta. La valvola mitrale della paziente risulta gravemente danneggiata, dunque Chase le comunica che deve farsi operare per cambiarla, potendo sceglierne una suina o una di plastica. Il primo caso è più adatto se in futuro volesse avere dei figli, in quanto le eviterebbe di dover assumere anticoagulanti che potrebbero provocare malformazioni all'eventuale nascituro; il vantaggio della seconda, invece, è che non deve essere cambiata ogni dieci anni. Taylor le dice che spetta a lei decidere, conscia del fatto che lui desidererebbe molto avere un figlio. Frankie però si sente in dovere di scrivere il fatto sul suo blog per informare i suoi lettori e chiedere un loro parere. Come previsto, anche per volontà dei suoi compagni di rete, sceglie la valvola di plastica, ma subito prima dell'operazione si sente male. I medici sono costretti a toglierle l'appendice perforata e le comunicano di credere, in base alle analisi, che sia affetta da un linfoma, curabile mediante un procedimento ancora in fase sperimentale che, in teoria, dovrebbe distruggere solamente le cellule infettate e lasciare incolumi quelle sane. Lei accetta la cura immediatamente, ma, appena incominciata, la sua temperatura corporea sale a 40 °C. Si scopre quindi che le cellule atipiche rinvenute nella sua appendice non erano causate da un linfoma, ma da un'insufficienza epatica, e che la sua malattia è più grave del previsto: le restano solo tre o quattro giorni di vita. Foreman ipotizza che la febbre non sia stata scatenata dalla loro cura sperimentale, ma che sia un nuovo sintomo. House, quindi, ordina al team di somministrarle degli antibiotici ad ampio spettro. Durante una chiacchierata col suo amico oncologo, tuttavia, il geniale diagnosta viene illuminato, come suo solito, e intuisce la diagnosi giusta: malattia di Whipple.
L'episodio ha anche una trama secondaria: Wilson porta con sé House e Chase a uno speed date. Il giorno seguente, House non ritrova più i suoi DVD pornografici e Wilson gli comunica che li aveva riconsegnati il giorno prima al video-noleggio, affinché l'abitazione sembrasse più morigerata, in caso di buon esito dello speed date. House scopre che il vero motivo per il quale Wilson aveva fatto sparire i suoi DVD è che, ai tempi dell'università, era stato incastrato per partecipare al cast di un film, il quale, in seguito, verrà modificato e trasformato in un'opera pornografica. House promette di non proferire parola, ma, ovviamente, fa in modo che tutto l'ospedale venga a saperlo e che nessuno perda l'occasione per fare delle allusioni al film di Wilson. Egli decide quindi di vendicarsi, facendosi aiutare da Chase, che gli dice di aver notato un libro di House del quale, evidentemente, il diagnosta si vergogna: infatti, se la copertina corrispondente al libro fosse quella appropriata, esso dovrebbe essere spesso circa il doppio. I due scoprono quindi che è un libro di sermoni scritti da un pastore unitariano, ma non riescono a capire perché House si dedichi a questo genere di lettura. Wilson scopre che il libro è stato scritto dal padre biologico di House, diventato un pastore, e che lui cercava delle risposte in quei racconti, senza riuscire a trovare nulla («al di là dei discorsi su Dio... altri discorsi su Dio»).
Chase, invece, durante lo speed date, perde una scommessa con House, il quale sostiene che, essendo il giovane chirurgo di bell'aspetto, avrebbe avuto almeno 12 approvazioni da parte delle donne incontrate, e questo anche se, anziché rivelare di essere un medico, avesse fatto la figura dello stupido. I fatti daranno ragione al geniale dottore, e questo porta Chase a pensare che ogni suo precedente rapporto con una donna fosse falsato dal suo aspetto (anche il suo rapporto con Cameron) e che in una storia si scegliesse il partner in base all'aspetto, per poi "riempire gli spazi vuoti" a piacimento. Per verificare questa teoria, il chirurgo chiede a un'infermiera con cui ha pochi rapporti di prestargli l'automobile, e questa accondiscende. La cosa preoccupa Chase, che ne parla più volte con Tredici, la quale bolla tutti questi pensieri come inutili paranoie.
- Guest star: Laura Prepon, Christina Vidal
- Diagnosi finale: malattia di Whipple
- Ascolti Italia: telespettatori 2.663.000 - share 9,24%[29]

## Buco nero
- Titolo originale: Black Hole
- Diretto da: Greg Yaitanes
- Scritto da: Lawrence Kaplow

### Trama
Abby Nash e Nick stanno assistendo a una lezione di astronomia in un planetario durante un'uscita didattica, quando lei smette improvvisamente di respirare per un edema polmonare causato dalla vodka ingerita. House, nonostante la ragazza abbia solo lo 0,05% di tasso alcolico nel sangue, capisce che, se la ragazza ha incominciato a bere prima delle dieci, aveva sicuramente in programma di continuare a farlo; probabilmente, quindi, non era la prima volta. Taub è in ritardo a causa di un litigio coniugale, ma ufficialmente dice di aver forato una ruota della macchina e di attendere il carro attrezzi. Arrivato in ospedale, Taub incontra Nick con il padre, che gli chiede di Abby. Durante un esame, la paziente va in arresto cardiaco ma, grazie a un massaggio di Tredici operato direttamente sul cuore, si riesce a salvarla. Dunque viene scartata la teoria di Foreman sulle crisi ipertensive provocate dall'alcool e anche quella sulla probabile reazione allergica allo sperma di Nick. House acconsente a fare una TAC su tutto il corpo per scovare eventuali tumori, che spiegherebbero sia l'edema sia il cedimento dei reni; tuttavia, durante la tomografia, Abby ha delle allucinazioni nelle quali vede se stessa risucchiata da un buco nero. Al suo risveglio, Nick le chiede di sposarlo, ma lei ha una crisi convulsiva e ha una visione in cui una bambina le dice di rivelare il loro segreto, altrimenti sarebbe morta. Vista tale circostanza, House decide di sfruttare un metodo sperimentale che potrebbe permettere di vedere il pensiero della ragazza riprodotto, come se fosse un filmato, su uno schermo. Così facendo, si spera che il subconscio "comunichi" dov'è il problema nel corpo della ragazza, visto che il team si trova in un vicolo cieco.
Nel frattempo, Taub invita sua moglie a raggiungerlo in ospedale per poi uscire a pranzo, cercando così di "sfuggire" alla noia della vita quotidiana, ma House li vede mentre si appartano in auto e ricorda a Taub l'urgenza dell'esperimento al quale la paziente si deve sottoporre.
Con la tecnica sperimentale però non si ricava nulla di utile (anche se il fatto che si vedano le sagome di un adulto e una bambina stupisce tutto il team), quindi Foreman propone di esaminare la ghiandola pineale con una risonanza. Dall'esame l'LDH della paziente risulta elevato; House, stranamente, non ha più alcuna idea. Dopo una chiacchierata con Taub, però, il geniale diagnosta viene illuminato e si dirige verso il padre di Nick, comunicandogli che Abby è affetta da un'ipersensibilità allergica ritardata da schistosomiasi cerebellare, causata da un parassita del medioriente. L'unico modo in cui avrebbe potuto essere infettata è per via sessuale, e l'unico in grado di poterla infettare sarebbe proprio il padre di Nick, visto che per lavoro si reca spesso nelle zone in cui vive tale parassita. Quindi, per curarla, l'uomo ammette davanti al figlio di aver fatto sesso con Abby.
L'episodio si conclude con la riappacificazione di Taub e sua moglie e con quella dei due giovani futuri sposi, anche se House comprende che Taub mentiva quando diceva di non uscire con un'altra.
Durante l'episodio si sviluppa anche la trama che vede protagonisti i coinquilini House e Wilson: l'oncologo rimprovera House affinché non mangi sul divano e quest'ultimo lo rimprovera perché ancora non ha comperato tutto il mobilio. Wilson decide quindi di andare a comprare dei mobili, ma si rende conto di essere in qualche modo "incapace" di farlo, quindi Cuddy gli suggerisce di contattare Beatrice. Nonostante l'originalità di quest'ultima scelta e la disposizione dei mobili, House sembra ancora contrariato dalla decisione di Wilson di aver assunto un'arredatrice, ma acconsente immediatamente alla vista dell'organo Hammond che completa l'arredo della sala, scelto questa volta proprio da Wilson. House si siede all'organo e inizia a suonare A Whiter Shade of Pale, brano che chiude la puntata.
- Diagnosi finale: ipersensibilità allergica ritardata da schistosomiasi cerebellare (CHSIAR)
- Ascolti Italia: telespettatori 2.680.000 - share 11,78%[30]

## Isolamento
- Titolo originale: Lockdown
- Diretto da: Hugh Laurie
- Scritto da: Eli Attie, Peter Blake, Russel Friend, Garrett Lerner

### Trama
Una donna ha appena partorito e si addormenta per qualche minuto nella stanza d'ospedale mentre il marito è assente. La neonata scompare. Scatta il cosiddetto "codice 7" e tutti i pazienti, infermieri e dottori sono tenuti a rimanere nelle stanze in cui si trovano. Cuddy indaga sulla sparizione della bambina, prima sospettando del figliastro della donna, poi scoprendo che un'infermiera, incoscientemente per via di un'imminente crisi parziale complessa, aveva portato via la bambina durante un cambio di asciugamani.
Wilson rimane con Tredici in mensa, ma i due non sanno di cosa parlare, così decidono di fare il gioco "obbligo o verità"; grazie alla conversazione con Tredici, Wilson deciderà di invitare a cena l'ex moglie Sam, e Tredici di dire a suo padre che è bisessuale e soffre di malattia di Huntington.
Foreman scende in archivio, dove trova Taub che cerca la cartella di un paziente. Visto che sono bloccati lì, si mettono a sbirciare nella documentazione privata sul passato di House per trovare qualcosa di compromettente, trovando solo referti spudoratamente falsificati dallo stesso diagnosta. Decidono allora di provare ad assumere due pillole a testa di Vicodin per impersonarlo e, dopo essersi ripresi dalla fase più stordente, guardano l'uno i documenti dell'altro: si scopre così che Foreman ha falsificato un esame ai tempi dell'università per primeggiare sugli altri studenti del corso, da lui definiti "viziati figli di papà". Taub, invece, ha avuto una carriera pregevole, ma si vergogna di essere finito a lavorare per persone molto più giovani di lui. Alla fine dell'episodio Taub, dopo aver convinto Foreman a non portare via la sua cartella, fa sparire il foglio scottante nel tritadocumenti.
Cameron fa una visita all'ospedale per far firmare a Chase i documenti del divorzio, ma lui le chiede prima di rispondere a tutte le sue domande; dopo qualche momento imbarazzante, lui firma i documenti, e l'incontro finisce con un amplesso su una barella, come "giusto addio".
House resta in una stanza con un malato terminale, il cui caso era stato scartato proprio da lui, condannandolo così a una morte imminente senza speranza. Dopo avere ammesso che la donna incontrata all'ospedale psichiatrico gli ha cambiato la vita, il diagnosta convince l'uomo a telefonare alla figlia che ha abbandonato con la madre a sei anni: facendolo, avrebbe smorzato il rimorso che non gli permette di morire in pace. La figlia non lo va a trovare, come egli evidentemente sperava, e al telefono risponde la segreteria; l'uomo, cosciente di essere rimasto solo, dice alla figlia di amarla e, appena agganciato il telefono, accetta l'offerta di House di una dose di morfina che lo faccia arrivare al decesso senza accorgersene; mentre il paziente perde i sensi, il medico gli chiede scusa per non avere accettato il suo caso.
L'episodio si chiude con un'inquadratura alla scritta (posta sull'entrata dell'ospedale e circondata dall'edera) "Omnes te moriturum amant", ovvero "Tutti ti amano quando stai per morire".
- Diagnosi finale: epilessia (infermiera)
- Peculiarità: primo episodio diretto da Hugh Laurie
- Ascolti Italia: telespettatori 2.132.000 - share 9,85%[31]

## La caduta del cavaliere
- Titolo originale: Knight Fall
- Diretto da: Juan José Campanella
- Scritto da: John C. Kelley

### Trama
Ad un Festival del Rinascimento, manifestazione in costume medievale, sir William si trova ad affrontare in duello il gigantesco sir Horace, cavaliere dall'armatura nera. William, grazie a un consiglio della regina, riesce a battere il suo avversario ma, subito dopo lo scontro, i suoi occhi si riempiono di sangue e sviene; viene dunque trasportato al Princeton. House chiede a Chase e Taub di fargli una risonanza, mentre Foreman e Tredici vanno a dare un'occhiata sul luogo del festival e trovano un occhio di mucca nel suo accampamento, in mezzo a del cibo rigurgitato. Si viene a scoprire che il "re" del festival fa mangiare cose poco appetibili ai cavalieri prima dei duelli, come rito di iniziazione, assicurandosi che mantengano il segreto (per questo il cavaliere non ha detto niente ai medici). William va in tachicardia e i medici notano delle strane macchie sul suo petto; House crede che il paziente sia affetto da MRSA (Methicillin-resistant Staphylococcus aureus), un batterio molto pericoloso e infettivo. Tredici capisce subito che William è innamorato di Shannon (la regina) e lui le spiega che un cavaliere non ruberebbe mai la donna del suo re. Scartata l'ipotesi della MRSA, il team fa le analisi per la trichinellosi, ma gli esami escludono anche quest'ultima. Il team incomincia a escludere l'ipotesi di una malattia ambientale, ma House insiste e manda i suoi collaboratori a controllare a casa del paziente. Tredici e Chase si accordano per andare a casa di William, mentre Foreman e Taub fanno un'ecografia per verificare un eventuale tumore al fegato. Tredici e Chase trovano un necronomicon a casa di William e lo portano ad House. Gli altri due trovano delle indefinite "bolle" che esplodono all'interno del fegato. House, accompagnato da Tredici, va al festival e scopre che il re ha comprato della cicuta, così pensa che abbia voluto avvelenare il cavaliere. I medici si accertano che William abbia ingerito cicuta (e infatti è così) ma, apparentemente, non è questa che lo sta uccidendo, poiché la cura non funziona. House scopre che il cavaliere ha assunto degli steroidi anabolizzanti e che la cicuta ha solo peggiorato gli effetti collaterali.
Sullo sfondo della trama principale dell'episodio vi sono alcune vicende personali di House e Wilson: House è in cucina, nudo, intento a fare colazione e fa conoscenza con Sam, l'ex moglie di Wilson, che definisce "arpia". Dopo un breve dialogo con l'oncologo, il diagnosta decide di permettergli di frequentarla, soltanto per rinfacciarglielo una volta che la storia sarà fallita. Sam invita a cena House e Wilson, e quest'ultimo chiede all'amico di comportarsi naturalmente. House si presenta alla cena portando Sarah, un travestito-prostituta. Cuddy incoraggia Wilson a continuare nel tentativo di ricominciare la storia con Sam, ignorando la richiesta di House di fare il contrario. House si fa perdonare organizzando una gustosa cenetta per i due, ma fa capire a Sam di odiarla per aver fatto soffrire Wilson e che combatterà la loro relazione. Lei gli dice che, se vuole davvero vedere se è cambiata oppure no, gli basta non intromettersi nella loro storia.
- Guest star: Cynthia Watros (Sam)
- Diagnosi finale: Peliosi epatica da abuso di anabolizzanti, effetti accelerati e peggiorati da cicuta.

## Aperto e chiuso
- Titolo originale: Open and Shut
- Diretto da: Greg Yaitanes
- Scritto da: Sara Hess, Liz Friedman

### Trama
Julia, 35 anni, dopo un imbarazzante incontro tra il marito Tom e il suo partner sessuale Demian, accusa improvvisamente un forte dolore addominale. Non appena la squadra di House incomincia la ricerca della giusta diagnosi, il matrimonio aperto della paziente diventa argomento di discussione, sul quale i dottori hanno opinioni molto differenti. House è talmente interessato da questo caso che si propone per effettuare il primo test diagnostico. Durante la prova, Julia sostiene fermamente che è proprio grazie a questo tipo di rapporto che lei e il marito vivono in un clima di felicità e sincerità. Durante un test, la paziente va in aritmia. A questo punto, il team è alla ricerca di eventuali parassiti trasmessi per via sessuale e occorre informarsi sui rapporti di Tom con le altre donne; i medici rimangono molto stupiti quando l'uomo ammette di non avere avuto alcun rapporto con altre persone nell'ultimo anno, in quanto vuole solo sua moglie. Sostiene di aver accettato questo tipo di matrimonio solo perché lo voleva Julia, così da renderla felice. Demian si presenta in camera di Julia, ma viene subito invitato da marito e moglie ad andarsene. Cuddy comunica ad House che Julia non ha l'assicurazione sanitaria. Questo spinge Tom a rivelare di aver perso tutti i suoi risparmi (House già sospettava che, in qualche maniera, anche lui la tradisse) e Julia lo caccia via. Tredici rivela alla paziente che Tom non è mai andato a letto con un'altra donna nell'ultimo anno e ha mentito al solo fine di non farla stare male. Questo la induce a richiamare il marito. Tom torna in ospedale con dei fiori colti dal giardino. Avendo notato il mazzo di lillà, House chiede alla paziente se è stata punta recentemente da un'ape e lei risponde affermativamente. Quindi viene curata per la porpora di Schönlein-Henoch.
Nel frattempo Taub, anch'egli interessato dalla vita sessuale della paziente, flirta con Maya, un'infermiera dell'ospedale, e propone alla moglie Rachel di adottare una mentalità più aperta sul loro matrimonio, mostrandole l'esempio della paziente che sta curando; ma i due non riescono a terminare la conversazione perché Taub è chiamato urgentemente in ospedale. Il medico torna a casa tardi e Rachel gli dice che lei lo ama ed è convinta che anche lui l'ami, ma non vuole che la tradisca di nuovo alle sue spalle. Gli permette, dunque, di avere una relazione, con severe limitazioni, credendo che questa sia la sua unica soluzione alternativa al divorzio. La mattina seguente, House deduce immediatamente che cosa è successo tra i due. Taub afferma che non gli dispiacerebbe se anche sua moglie avesse una relazione, in quanto preferirebbe essere geloso piuttosto che un bugiardo. Subito dopo un intervento chirurgico, Taub si reca al parcheggio dove Rachel, piangendo, si scusa e ritira ciò che aveva detto in precedenza, ammettendo di non poter sopportare di immaginarlo con altre donne. Il medico la rincuora e tornano a casa insieme, ma nel finale dell'episodio, mentre sta per tornare a casa il giorno seguente, incontra Maya, la bacia e i due vanno insieme "da qualche parte".
In parallelo alla trama relativa alla vicenda di Julia, continua a svilupparsi la relazione di Wilson con l'ex-moglie. All'inizio dell'episodio, House fa notare a Wilson che Sam ha lasciato il latte nella porta del frigorifero invece che nel corpo principale, cosa che Wilson non sopporta. In seguito, Wilson osserva che vi sono un sacco di piccoli dettagli che non sopporta di Sam. Da una discussione con la ex-moglie, Wilson si accorge che lei non è colpevole di quelle piccole imprecisioni (infatti è tutto un piano di House), ma ciò non lo ferma dal discutere aspramente con Sam, arrivando a chiamarla "egoista di merda".
Wilson accusa House di aver rovinato il suo rapporto con Sam, ma House sostiene che se i suoi piccoli disturbi hanno distrutto il rapporto, sarebbe crollato lo stesso molto presto. Verso la fine dell'episodio, Wilson e Sam si riconciliano. Entrambi riconoscono di essere cambiati nel corso degli anni e che sarebbe stato meglio aver affrontato quella discussione prima del divorzio. House, però, alla fine dell'episodio ritenta di osteggiare i due, rimettendo il latte nella porta del frigorifero.
- Guest star: Sarah Wayne Callies (Julia), Cynthia Watros (Sam)
- Diagnosi finale: porpora di Schönlein-Henoch

## La scelta
- Titolo originale: The Choice
- Diretto da: Juan José Campanella
- Scritto da: David Hoselton

### Trama
Ted e Nicole stanno per sposarsi ma, durante la cerimonia, lo sposo ha un malore. House, da una prima occhiata, crede che il paziente stia simulando, quindi lo dimette immediatamente. Ted però, appena uscito, si sente nuovamente male. I medici trovano i suoi polmoni pieni di liquido, così House divide il team e manda Taub e Tredici nell'appartamento da single del paziente e Foreman e Chase nell'appartamento in cui vive con la futura moglie. Cotter, l'inquilino del vecchio appartamento di Ted, rivela di aver avuto una relazione col paziente, ma questi nega qualsiasi rapporto omosessuale. House insiste su questa via, in quanto la mononucleosi rilevata dall'esame ai polmoni, in un ragazzo di 27 anni, si spiegherebbe solo con un abbassamento delle difese immunitarie, e quindi con l'HIV. Ted, persistendo nel dire di essere assolutamente eterosessuale, ammette di aver avuto “contatti” con Cotter, quindi permette ai medici di sottoporlo al test per l'HIV, a patto che essi non lo dicano a Nicole. Il test risulta negativo, ma Ted confida a Tredici di essere stato sottoposto a una terapia di conversione per tre settimane, durante la quale gli sono state somministrate le più svariate sostanze chimiche, oltre che a una terapia elettroconvulsivante. House manda dunque il team a fare un elettroencefalogramma al paziente. L'EEG rileva anomalie, ma durante il test Ted ha un arresto cardiaco. Mentre lo staff medico si prepara per l'angiografia, si nota che il paziente sviene continuamente. È una nuova diagnosi: sindrome da tachicardia posturale ortostatica; la pressione arteriosa collassa in posizione verticale ma, da sdraiato, il paziente non presenta alcun problema. Così, i medici lo mettono sotto fludrocortisone. Intanto, Nicole parla con Cotter e, al risveglio di Ted, questi le rivela di aver vissuto un periodo di confusione sessuale a causa di una serata finita nel modo sbagliato, ma di essersi curato per quanto possibile. Nel frattempo, l'uomo accusa dei violenti mal di testa. Viene perciò eseguita una puntura lombare, ma ciò non fa che peggiorare l'emicrania. House fa riunire Ted, Nicole e Cotter nella stessa stanza per tirar fuori qualsiasi tipo di problema avuto in passato. Ted racconta di un caso di disfunzione erettile, quindi Taub e Tredici fanno un test sulla circolazione del pene. Durante questo test, Ted incomincia a produrre latte dai capezzoli. Taub propone di fare dei test per un eventuale tumore pituitario che, se abbastanza grande, spiegherebbe tutti i sintomi. House acconsente, ma subito dopo capisce qual è la diagnosi corretta: malformazione di Chiari congenita, risolvibile chirurgicamente. Dopo che Ted si è finalmente ripreso, Nicole sceglie e gli comunica che non ha più intenzione di sposarlo, poiché pensa che sia ancora innamorato di Cotter.
Wilson, intanto, sia per cercare di tenere lontano House da Samantha sia per evitare che il suo coinquilino, dopo essere uscito da solo e tornato ubriaco, sbagli di nuovo appartamento e finisca a dormire nel letto del bambino dei vicini, paga i quattro collaboratori di House per offrirgli di uscire insieme. L'amico lo intuisce, ma dopo la confessione di Wilson sta al gioco; dopo le uscite con Tredici, Chase e Foreman, House comincia a instaurare un rapporto di amicizia sincera con loro.
Taub, invece, chiede la complicità del capo per fingere di uscire a cena insieme al venerdì sera. House acconsente, provvedendo a convocare anche Rachel, lasciandoli soli, ma dicendole che Taub andrà con lui ogni venerdì a un corso di ceramisti. Nonostante abbia ottenuto la scusa per uscire con l'amante, Taub rinuncia per qualche tempo, ringraziando House per quello che ha fatto per il suo matrimonio.
Alla fine dell'episodio, Cuddy entra nell'ufficio di House per proporgli di andare a mangiare insieme. Lui le chiede se anche lei è stata pagata da Wilson e lei risponde di no e che l'ha proposto perché vuole solo che siano amici. House le dice che trova la cosa buffa, in quanto essere suo amico è proprio l'ultima cosa che vuole lui. Quando Lisa esce dall'ufficio, il diagnosta, con la gamba dolorante, è tentato di ricorrere nuovamente all'ibuprofene, ma stavolta beve del whisky.
- Guest star: Cynthia Watros (Sam)
- Diagnosi finale: sindrome di Arnold-Chiari

## Bagagli
- Titolo originale: Baggage
- Diretto da: David Straiton
- Scritto da: Doris Egan, David Foster

### Trama
House torna da Nolan, il suo psichiatra, e comincia a raccontargli gli eventi della sua settimana. Incomincia col descrivere il suo ultimo caso: una maratoneta, Sidney, è svenuta per strada e ha perso la memoria. House dice a Nolan che si trovava al pronto soccorso in quanto voleva evitare Wilson. L'oncologo aveva appena terminato di dirgli che Sam si sarebbe trasferita da loro, e conseguentemente House avrebbe dovuto andare a vivere in un'altra casa. Sempre per evitare Wilson, il diagnosta si offre volontario per portare la paziente a fare un giro per la città.
Una volta arrivato nella sua vecchia casa, vi trova dentro Alvie, il suo compagno di stanza dell'ospedale psichiatrico, che sta dipingendo le pareti di giallo. Saputo che alcune delle sue cose sono state vendute proprio da Alvie per pagare la vernice, House lo caccia via ma, al suo ritorno dal lavoro, lo trova ancora lì. Accetta, suo malgrado, l'inaspettata compagnia e, insieme ad Alvie, riesce a ritrovare la casa della paziente, che però non riconosce il marito.
È una situazione molto imbarazzante, in quanto Sidney si trova a suo agio più con House che col marito, in quanto lui la tratta con l'intimità tipica di un marito, ma lei lo riconosce come estraneo. House individua i sintomi di una crisi parziale complessa e riporta la donna in ospedale.
Nel frattempo, il medico va al banco dei pegni, ma è costretto a pagare gli oggetti di casa sua venduti da Alvie cinque volte il loro valore effettivo: i due riescono a recuperare in modo furtivo anche un rarissimo e preziosissimo libro di chirurgia, che era stato già venduto. Successivamente House, mostrando un falso test del DNA, salva Alvie da un'accusa di clandestinità che il ragazzo non è mai riuscito a confutare.
Al ritorno dal tribunale, House nota casualmente, grazie a dei giochi di luce, un vecchio tatuaggio sulla caviglia di Sidney e deduce che è stato proprio quel tatuaggio a provocarle una violenta reazione allergica. Per mezzo di un trapianto di pelle, i medici riescono a salvare la ragazza, che ricomincia a fare conoscenza con il marito.
Ritornato a casa, il diagnosta rimane molto amareggiato dal biglietto che trova sul tavolino appena riacquistato: Alvie gli comunica che va a stare da un suo cugino a Phoenix, visto che ha risolto i problemi con l'ufficio immigrazione.
Durante il racconto, Nolan e House discutono di continuo sui veri motivi e significati di tutte le sue scelte, compresa quella di recuperare il libro a tutti i costi perché era stato scritto dal bisnonno di Cuddy: House avrebbe voluto regalarlo a Lisa in un'occasione speciale.
Alla fine, il geniale dottore si rende conto che, nonostante i consigli di Nolan, tutti quelli che lo circondano sono felici, tranne lui. Esce quindi dall'ufficio dello psichiatra accusandolo di non essere riuscito, dopo un anno e molti sforzi, a risolvere il suo problema, e ne deduce che non potrà mai.
- Guest star: Andre Braugher (Nolan), Zoe McLellan (Sidney), Cynthia Watros (Sam)
- Diagnosi finale: allergia all'inchiostro per tatuaggi

## Aiutami
- Titolo originale: Help Me
- Diretto da: Greg Yaitanes[32]
- Scritto da: Peter Blake, Russel Friend, Garrett Lerner

### Trama
House va da Cuddy per regalarle il libro del bisnonno: nella prima pagina c'è una dedica, con gli auguri per la scelta di andare a vivere con Lucas. La donna è stupita ma non commenta. In ospedale c'è un gran trambusto e i due devono intervenire subito sul luogo di una grave catastrofe: una gru è franata su un palazzo a Trenton, seppellendo un centinaio di persone. Quando House arriva sul posto, ne sono state tirate fuori 78. Convinto di aver sentito dei rumori, il diagnosta chiama la squadra di intervento per cercare superstiti in una zona defilata. Questi eseguono qualche test ma senza riscontro, e decidono di tornare più tardi a ricontrollare. House si infila allora tra i resti del palazzo e trova Hanna, una ragazza con una gamba intrappolata tra le macerie.
Nel frattempo, viene mandato al Princeton Plainsboro il paziente che ha causato l'incidente, Jay: questi crede di essersi addormentato mentre governava la gru, ma secondo House ha avuto una sincope, perché è una persona che non beve mai il caffè e quel giorno ne aveva bevuti molti, assumendo inoltre pillole di caffeina: perciò era impossibile che si fosse addormentato. House lo fa sottoporre a una risonanza per dimostrare che ha una neoplasia espansiva al cervello. Cuddy, nel frattempo, spiega ad House che si è mostrata leggermente nervosa al momento del regalo non perché ci sia qualche problema tra lei e Lucas, ma perché sospettava che avesse già saputo del loro fidanzamento. House sembra molto turbato e si dedica ancora di più al caso di Hanna, la quale è bloccata sotto una grossa trave impossibile da demolire e rifiuta l'amputazione della gamba. Forse identificandosi con lei, il geniale dottore fa di tutto per assecondare questo suo desiderio, che ritiene più sensato, in quanto lei rischierebbe sepsi, embolia lipidica, emorragia e altre conseguenze di un'amputazione eseguita in quell'ambiente; Cuddy, invece, teme la sindrome da schiacciamento, mentre il capo dei soccorritori ha paura che, nonostante i puntelli, possano franare le macerie sopra di loro. House preferirebbe tornare all'ospedale per seguire Jay, ma Hanna ha bisogno di averlo vicino, quindi decide di restare.
La risonanza e il venogramma su Jay risultano negativi, quindi House ordina di fargli una puntura lombare.
I vigili del fuoco provano a sollevare la trave sopra ad Hanna, ma frana un mucchio di macerie e devono rinunciare.
House litiga molto duramente con Cuddy perché lei è convinta che il medico le vada contro per ripicca, dopo aver saputo del suo fidanzamento. Lui vorrebbe salvare la gamba della donna, cercando di combattere la sindrome da schiacciamento con terapie medicinali, a rischio della vita. Lei gli chiede che vantaggi gli abbia portato avere ancora la gamba destra, e gli dice esplicitamente di non amarlo e che deve andare avanti con la sua vita come hanno fatto lei e Wilson, per non restare solo; va poi a cercare di convincere Hanna che la decisione più giusta è l'amputazione, ma lei è riluttante, quando a sorpresa interviene House che la convince, raccontandole che la sua gamba gli ha rovinato la vita, rendendolo un uomo solo. Il diagnosta le esegue l'intervento dopo averla confortata in tutti modo possibili.
Durante il ritorno al Princeton in ambulanza, House parla al telefono col team, e ha la giusta intuizione su Jay: l'uomo è affetto da cisti aracnoidea al midollo lombare, e il prolungato lavoro in posizione seduta ha fatto salire la pressione del liquor, causando la sincope. Durante la chiamata, però, Hanna ha una crisi e muore in ambulanza per un'embolia lipidica, che House non avrebbe potuto prevenire in alcun modo. Lui non accetta questa impotenza e scaccia Foreman che cerca di consolarlo.
Durante l'episodio, Taub si preoccupa per Tredici, che è giunta in ritardo dicendo di essere stata in fisioterapia: sapendo che la collega ha fisioterapia di giovedì mentre invece è martedì, le chiede se qualcosa che non va; lei nega dicendo di non preoccuparsi. Quando, però, va a portare una lettera di richiesta di aspettativa sulla scrivania di House le tocca ammettere, senza essere più esplicita, che evidentemente qualche problema c'è.
Il diagnosta rientra a casa e - sconvolto da quanto accaduto ad Hanna - è intento a ricominciare a fare uso di Vicodin, che teneva nascosto in un buco dietro lo specchio del bagno. Quando sta per ingoiarlo arriva Cuddy, la quale gli dice di aver lasciato Lucas, perché non ha mai smesso di pensare a lui ed è ancora incerta su come avrebbe potuto funzionare fra loro due. House sospetta di avere di nuovo allucinazioni, ma lei gli fa notare che non ha assunto Vicodin e gli dice di amarlo. I due allora si baciano e l'episodio si conclude con Greg e Lisa mano nella mano.
- Diagnosi finale: embolia lipidica dovuta a un'amputazione (Hanna), cisti aracnoidea nel midollo spinale (Jay).
- Peculiarità: episodio girato interamente con delle Canon EOS 5D Mark II.[32][33] Esse hanno permesso ai produttori di lavorare in spazi molto stretti, con illuminazione minima.
- Ultimo episodio in cui House è doppiato in italiano da Sergio di Stefano.